# 鄉里大輔
鄉里大輔（日语：／ Gōri Daisuke，1952年2月8日—2010年1月17日），日本男性配音員、旁白、演員。本名、舊藝名。出身於東京都江東區。青二Production最終所屬。身高176cm。A型血。

## 生平
鄉里大輔畢業於東京都立化學工業高等學校、電視藝人中心東京校。

### 成為配音員的契機
當時，他在新東京的一家餐廳兼差洗碗時，正在思考下一步的規劃，有一次偶然在晚報上看到一篇關於黑澤良創辦的配音學校的文章進行閱讀時，覺得自己不擅長學習，但總是因為本身大聲讀書的能力而受到稱讚。當時很多人都是在成為舞台演員之後開始了配音生涯，但他說自己是因為想成為一名配音員才開始了其職業生涯。
等待了一年，他才去報考文中提到的配音學校，但最終學校第2年沒有招生，他就去了電視藝人中心的訓練學校，向永井一郎學習表演的基礎知識。

### 職業生涯
從新人時期開始，出道後有一段時間，他一邊兼職一邊和當時的搭檔井上和彥一起工作。兩人寫稿子，研究台詞和旁白，創作廣播劇並發送給廣播電台。兩人都沒有太多的表演經驗，所以一邊說「那麼，什麼是表演呢，井上？」「我不知道，但我想知道他為什麼這麼好」他正在做研究、錄製台詞、創作劇本並進行練習。井上後來回憶說「如果沒有他的話，我可能就不會成為一名配音員」。
其動畫出道作是1973年播出《甜心戰士》的旁白。
1979年，他在《機動戰士鋼彈》飾演德茲爾·薩比。他說從那時起他就專門飾演「野獸」的角色。
在吉澤演劇塾和江崎Production工作後，加入青二Production。
出道以來他主要從事外國影集配音，但加入青二Production後才第一次擔任旁白。此外，據說他還經常穿著布偶裝參加電視節目和歌唱表演。
2008年，作為演員在山田洋次執導電影《母親》中演出。

### 死去
2010年1月17日下午3點左右，鄉里大輔被人發現倒臥在東京都中野區本町的街道上，手臂和手腕都有流血，確定已經死亡。現場附近有寫著「對不起」和「謝謝」等寫給家人的潦草字條，還有一把美工刀，因此警方研判自殺失血過多而死亡。享年57歲。至於鄉里大輔最後所屬的青二Production宣布死因是心臟衰竭。他在去世前幾年一直患有糖尿病，並因視網膜剝離導致視力嚴重下降，每次工作都會抱怨看不懂劇本，無法完成自己的工作。
葬禮按照死者家屬的意願非公開舉行，並於3月1日舉辦追思會。

## 人物
興趣：義太夫、聽爵士樂。1990年起，他對盆景也產生了興趣。
已婚，育有一子。

### 特色
他以渾厚有力的嗓音而聞名，經常飾演反派、豪邁的英雄人物、體型龐大且肌肉發達的角色。
按照本人的說法，當他扮演自己負責許多「強大的野獸般的角色」時，意識到不僅要表達出力量，而且還有愛與痛苦等複雜的方面。
除了粗獷的角色外，他還演過像是音樂劇《櫻花大戰》裡的人妖和《機動警察》裡的山崎廣美等膽怯類型的角色。據說他演人妖的機會多得驚人。
也為電視節目和廣告做過許多旁白工作。

### 逸事
與本身經常扮演的反派形象相反，其性格溫柔且非常善良。不過據說認真生氣的時候還是很嚇人的。他說自己飾演的角色「非常害羞和膽怯」，很想演像德茲爾·薩比這樣強悍的角色來隱藏這一面。
他一直渴望演美男子的角色，當他在《機神咆吼DEMONBANE》演卡利古拉時，一開始很失望說：「這次也是不是很美呢？唉～～～～」。
直到上小學前，鄉里本身的聲音一直很高。直到高中3年級時，有一個聲音低沉的朋友跟他說「你的聲音很好聽，我也想擁有這樣的聲音」，鄉里回答道「我的聲音也不低沉」，不知不覺間聲音變得很低沉了。
19歲時曾經從事研發工作。
除了配音工作外，他還有進行舞台活動，在電視上即使大聲說話，音量也會被現場的混音器調低或抑制，但在舞台上大聲說話，在那樣的音量下就能聽到響亮的聲音，可以做出各種巧思並得到直接回饋，所以他也比較喜歡舞台。
據野澤雅子的說法，鄉里給人的印象就是堅強、粗獷，當被問到是否改藝名時，他正在考慮將藝名從長堀芳夫改為鄉里大輔。野澤根據他的形象則回覆說「什麼？大猩猩？不是這樣的。他看起來像嗎？」。
與配音員井上和彥在專門學校認識以來一直是最好的朋友，兩人在出道前和新人時期都在同一地方打工了好幾年。他們說，他們在一起學習了很多，在服務顧客同時進行發聲練習，終於同時初次獲得定期演出的角色時，兩人在燒烤店一邊大哭一邊狂飲。此外，鄉里和井上曾合作演出許多的作品，每次在錄音室見面都會聊天。
被同一經紀公司的古川登志夫暱稱為。古川在百忙之中，鄉里作為客座演員參加了劇團青杜的演出。
羽佐間道夫暱稱他為。並形容鄉里和若山弦藏一樣有著與日本人截然不同的聲音，稱讚他在與若山合演《午夜狂奔》時的表現，稱其「令人驚嘆」。關於為《洛基》系列席維斯·史特龍配音，羽佐間也表示「如果可以重配，我會讓鄉里來配音」。

### 死去的影響
鄉里大輔突然去世的消息讓不少粉絲震驚。此前幾天，1月13日，與鄉里同屬青二Production，曾與他共同演出多部作品的田野中勇去世，接連傳來去世的消息也引起了不小的影響。
在《七龍珠Z》飾演撒旦先生女兒比迪麗的皆口裕子在自己的部落格表達自己的感受說：「即使《七龍珠改》繼續，到了演比迪麗的時候了……如果鄉里不是撒旦先生，我也會哭著說我不想演比迪麗，這給大家帶來了麻煩」。
2010年1月25日播出《北野武的TV擒抱》的片尾包含了對節目旁白鄉里的去世表示哀悼。
在《蠟筆小新》中飾演雙葉商事部長，但在鄉里去世後的大約5年的時間裡，並未有任何台詞，或者僅以名字出現（大友龍三郎在2015年上映的第23部電影和同年6月播出的電視動畫開始擔任該角色）。
在鄉里演出許多角色的《星際火狐64》中，由於鄉里的去世，重製版《星際火狐64 3D》中整個配音陣容已被替換。
在2010年2月22日號的《週刊Playboy》上，鄉里在動畫版飾演羅賓假面登上了該雜誌系列「金肉人II世 終極超人Tag篇」的頭版。而原作者蚵仔煎負責原作的嶋田隆司在自己的部落格表示：「因為他是一位獨一無二的配音員，所以我心裡有一個空洞，但我發誓會繼續全力以赴地畫羅賓」。
在「戰國無雙系列」中，由鄉里擔任旁白和武田信玄聲音的《戰國無雙3》官方網站上發布了悼念信息。
2010年3月31日，在廣播節目《YAG動漫實驗室》（日本放送）的公開錄音上，該台播音員吉田尚記的個人物品贈禮計劃中，本來應該展示帶有遊戲《維納斯&布雷斯 ～魔女與女神的破滅預言～》簽名的劇本，但基於尊重觀眾和吉田的意願，只有鄉里簽名的劇本被排除在外。

## 繼任
鄉里逝世後，以下人員接替了這些角色和旁白。但除了配音員全部更換的作品之外。
| 繼任       | 角色名        | 概要作品                      | 繼任初次擔當作品                                  |
| ---------- | ------------- | ----------------------------- | ------------------------------------------------- |
| 今村直樹   | 旁白          | 《北野武的TV擒抱》            | 2010年1月25日播出集數                             |
| 銀河萬丈   | 旁白          | 《你的名字SHOW》              | 第2回                                             |
| 銀河萬丈   | 旁白          | 《北野武的TV擒抱》            | 2010年4月播出集數                                 |
| 銀河萬丈   | 感冒病毒      | 《麵包超人》                  | 第1190話                                          |
| 大友龍三郎 | 巴吉爾        | 《KIDDY GiRL-AND》            | 第19話                                            |
| 大友龍三郎 | 火焰魔王      | 《多米英雄烈火拯救隊》        | 第48話                                            |
| 大友龍三郎 | 波倫加        | 「七龍珠系列」                | 《七龍珠改》第51話                                |
| 大友龍三郎 | 克魯德大王    | 「七龍珠系列」                | 《七龍珠改》第55話                                |
| 大友龍三郎 | 牛魔王        | 「七龍珠系列」                | 《七龍珠改》第55話                                |
| 大友龍三郎 | 閻羅王        | 「七龍珠系列」                | 《七龍珠改》第129話                               |
| 大友龍三郎 | 武田信玄      | 「戰國無雙系列」              | 《戰國無雙3 猛將傳》                              |
| 大友龍三郎 | 布魯魯        | 《怪傑佐羅力》                | 《劇場版 怪傑佐羅力：大·大·大·大冒險！》          |
| 大友龍三郎 | 羅絲／武      | 《蠟筆小新：黑暗珠珠大追擊》  | 《蠟筆小新：呼風喚雨春日部電影明星！》            |
| 大友龍三郎 | 部長          | 《蠟筆小新》                  | 《蠟筆小新：我的搬家物語 仙人掌大襲擊》           |
| 大友龍三郎 | 阿修羅人      | 《金肉人》                    | 《柏青哥金肉人 ～夢的雙超人組合篇～》             |
| 大友龍三郎 |               | Unilever Japan廣告「Domesto」 | 2010年播出次數                                    |
| 大友龍三郎 |               | NEXCO廣告「」                 | 2011年播出次數                                    |
| 大友龍三郎 | 巴斯克·歐姆   | 《機動戰士Z鋼彈》             | 《機動戰士鋼彈 U.C. ENGAGE》                      |
| 石塚運昇   | 撒旦先生      | 「七龍珠系列」                | 《七龍珠改》第86話                                |
| 石塚運昇   | 三島平八      | 「鐵拳系列」                  | 《鐵拳 Tag Tournament 2》                         |
| 石塚運昇   | 旁白          | 「戰國無雙系列」              | 《戰國無雙3 猛將傳》                              |
| 石塚運昇   | 江田島平八    | 《魁!! 男塾》                 | 《魁!! 男塾 ～日本啊，這才是男子漢！～》          |
| 石塚運昇   | 羅賓假面      | 《金肉人》                    | 《柏青哥金肉人 ～夢的雙超人組合篇～》             |
| 寶龜克壽   | 吉貝爾        | 《ONE PIECE》                 | 第442話                                           |
| 寶龜克壽   | 多多達波      | 《七龍珠Z：超級賽亞人孫悟空》 | 《七龍珠英雄》                                    |
| 星野充昭   | 比家          | 《七龍珠Z》                   | 《七龍珠英雄》                                    |
| 稻田徹     | 黑煙龍        | 《七龍珠GT》                  | 《七龍珠英雄》                                    |
| 小山剛志   | 米索卡津      | 《七龍珠Z：世上最強之人》     | 《七龍珠英雄》                                    |
| 小山剛志   | 犀牛怪        | 《波波羅》                    | 《波波羅克洛伊斯物語 ～娜露西亞之淚與妖精之笛～》 |
| 伊恩·吉布  | 雷電          | 「格鬥天王」                  | 《格鬥天王XIII》                                  |
| 立木文彥   | 發財典獄長    | 《功夫熊貓》                  | 《功夫熊貓2》                                     |
| 齊藤次郎   | 聲波          | 《變形金剛：復仇之戰》        | 《變形金剛：黑月降臨》                            |
| 齊藤次郎   | 布魯魯        | 《怪傑佐羅力》                | 《更多！怪傑佐羅力》                              |
| 五王四郎   | 布魯斯        | 《海底總動員》                | 《迪士尼大冒險》                                  |
| 石井康嗣   | 火爆山姆      | 《樂一通》                    | 《樂一通秀》                                      |
| 石井康嗣   | 劍聖          | 《劍魂》                      | 《劍魂V》                                         |
| 島香裕     | 山姆          | 《貓狗大戰》                  | 《貓狗大戰2》                                     |
| 三宅健太   | 巴斯·阿姆斯壯 | 《生死格鬥》                  | 《生死格鬥 次元》                                 |
| 三宅健太   | 布里·基德拉   | 《裝甲騎兵波德姆茲》          | 《第2次超級機器人大戰Z 再世篇》                   |
| 三宅健太   | 柯文          | 《真蓋特機器人 世界最後之日》 | 《第2次超級機器人大戰Z 再世篇》                   |
| 三宅健太   | 卡里古拉      | 《機神咆吼DEMONBANE》         | 《超級機器人大戰UX》                              |
| 乃村健次   | 山崎廣美      | 《機動警察》                  | 《CR機動警察》                                    |
| 小林達也   | 食人魔溫斯頓  | 《時光大盜》                  | 35週年Blu-ray版追加收錄部分                       |
| 楠見尚己   | 布雷爾熊      | 《南方之歌》                  | 《迪士尼大冒險》                                  |
| 藤井隼     | 阿朗佐·莫斯利 | 《午夜狂奔》（朝日電視台版）  | Movie Plus追加收錄部分                            |
| 川津泰彥   | 多魯·阿米     | 《獸神萊卡》                  | 《超級機器人大戰DD》                              |
| 岡田誠     | 巴魯          | 「森林王子系列」              | 《米奇的魔法音樂世界》                            |
| 齋藤志郎   | 洛克斯達      | 《ONE PIECE》                 | 《ONE PIECE FILM RED》                            |
| 藤原貴弘   | 東利          | 《ONE PIECE》                 | 第1109話                                          |
| 手塚秀彰   | 光頭先生      | 《星際寶貝》                  | 《星際寶貝：史迪奇》                              |

## 演出
粗體字表示主要角色。

### 電視動畫
1973年
- 甜心戰士（旁白）

1975年
- 宇宙騎士鐵甲人

1978年
- 一球先生（日语：一球さん）
- 科學小飛俠II（銀河戰士、男C、所長、工作人員B）
- 未來少年柯南[注 5]
- 無敵鋼人泰坦3（攝影師A、下士官、男）
- 魯邦三世 (TV第2系列)（日语：ルパン三世 (TV第2シリーズ)）（1978年—1980年）

1979年
- 圓桌騎士物語 燃燒的亞瑟（1979年—1980年，黑騎士、隊長、珀西瓦里）
- 科學小飛俠F（銀河戰士B、士兵）
- 機動戰士鋼彈（德茲爾·薩比[30]、老人 等）
- 大飯桶（日语：ドカベン）（渡邊）
- 凡爾賽玫瑰（民眾）
- 野球狂之詩（日语：野球狂の詩）（當馬、巡警）

1980年
- 明日之丈2（1980年—1981年）
- 青少棒揚威記（1980年—1983年，裁判、教師、編輯長、醫生）2系列
- 時空巡警隊救助超人（日语：タイムパトロール隊オタスケマン）（弟子A）
- 太陽的使者 鐵人28號
- 天才小釣手
- 原子小金剛 (1980年版)（監控機器人、控制機器人）
- 傳說巨神伊甸王（士兵）
- 尼爾斯的不可思議之旅（鵝B）
- 無敵機器人 托萊達G7（隊員）
- 燃燒吧亞瑟 白馬的王子（手下）

1981年
- 怪物小王子 (1980年版)（我武呂門、拉·庫卡拉查、斯格頓、荊棘、通科萊拉、液體怪物多利洛、輝長岩）
- 銀河旋風無賴我（加里科內隊長）
- 黃金戰士Gold Lightan（獨眼[31]）
- 戰國魔神豪將軍（亞塔·拉·凱那格[32]〈凱那格司令官〉）
- 太陽之牙達格拉姆（士兵）
- 衝鋒勝平（日语：ダッシュ勝平）（牛山）
- 靈犬雪麗

1982年
- 亞空大作戰斯蘭格爾
- 雷鳥2086（試驗官[33]）
- 逆轉一發人（日语：逆転イッパツマン）（肥野野三、石器人[34]）
- 銀河烈風幕臣我（伊戈·莫科斯）
- 電子神童（外星人、船員、大馬老師、圍觀者A、客B、弗蘭肯斯坦、部長B、醫生）
- SPACE COBRA
- 猿飛小忍者（日语：さすがの猿飛）（幹部B、頭、署長、店長）
- 戰鬥機甲薩芬格爾（廠長）
- 太陽之子（チホルトウン）
- 心跳今夜（可麗餅店老闆、手下）
- 忍者哈特利
- 一津星世家的無敵奶奶（日语：一ッ星家のウルトラ婆さん）
- 魔法公主 明琪桃子（日语：魔法のプリンセス ミンキーモモ）（1982年—1983年，齊穆爾的父親、電視播報員、波波羅、小鬼A）
- 南方彩虹的露西（赫拉克勒斯、麥克斯）
- 野生的咆嘯（日语：野生のさけび）

1983年
- 伊賀野河馬丸（白川）
- 福星小子 (1981年版)（壯漢 等）
- 機甲創世記莫斯比達（小隊長）
- 貓♥眼（魯邦新娘的部下）
- 銀河疾風流離我（巴爾陶、隊長、研究所長）
- 金肉人（1983年—1986年，羅賓假面（日语：ロビンマスク）[35]／巴拉克達、黑洞（日语：ブラックホール (キン肉マン)）、撒旦[36]、阿修羅人（日语：アシュラマン）、地獄騎士[36]、骯髒男爵[1][36] 等）
- 光速電神阿爾貝加斯（花井社長）
- 停止!! 雲雀（龍作）
- 湯匙伯母歷險記（布比[37]、喬王[37]、卡爾·培根[37]）
- 聖戰士丹拜因（片吉·波）
- 裝甲騎兵波德姆茲（布里·基德拉[38]、莫拉、牧羊人、看守、警察官B、暴走族、警察、演講者的聲音、士兵B、警察B）
- 超時空世紀歐卡斯
- 特裝機兵多爾巴克（亨利〈初代〉）
- 哆啦A夢 (大山羨代版)（1983年—1988年、隊長、大岩、鬍子的父親、胖虎的父親、胖虎的表哥 等）
- 小超人帕門 (1983年版)（卡胖的父親 等）
- 阿福（日语：フクちゃん）（阿拉瓦西山）
- 魔法天使奶油麻美（1983年—1984年，導演、巨漢、管家、管制官　等）
- 未來警察浦島人（死亡兄弟、德雷多）

1984年
- OKAWARI-BOY Starzan S（日语：OKAWARI-BOY スターザンS）（鐵人無敵Z[39]）
- 玻璃假面 (1984年版)（田沼）
- 機甲界加里安（博蘭[40]）
- 金肉人 決戰!! 7位超人VS宇宙野武士（羅賓假面）
- 太古巨魔神（日语：ゴッドマジンガー）（德利亞[41]）
- 巨神高古（奧唐納[42]）
- 星槍士俾斯麥（巴爾博尼〈初代〉、格魯多隊長、德斯庫拉士兵）
- 大自然的魔獸巴奇（暴走族B）
- 超時空騎團南十字宮（克勞德·萊昂總司令、格林上校、維拉）
- 超力機器人 卡拉特（日语：超力ロボ ガラット）（1984年—1985年，吉班亞）
- 怪博士與機器娃娃 (1981年版)（大象的尻關）
- 雷射戰士雷薩里昂（蓋森）
- 北斗神拳（1984年—1987年，代亞J、高爾茨、威格爾典獄長、布魯、達魯卡、哈茲、赤鯱）2系列
- 牧場上的少女卡特莉（老爹、風車屋屋主、薩羅門）
- 魔法妖精貝露莎（1984年—1985年，辛巴[43]）
- 名偵探福爾摩斯
- 魯邦三世 PARTIII（日语：ルパン三世 PARTIII）（1984年—1985年）

1985年
- 蒼藍流星SPT雷茲納（丹尼）
- 拜託了！薩米亞丼（日语：おねがい!サミアどん）
- 機動戰士Z鋼彈（巴斯克·歐姆（日语：バスク・オム）[44]、市長）
- 昭和笨蛋小說搞笑第1名！（日语：昭和アホ草紙あかぬけ一番!）（1985年—1986年，理事長、玉光）
- 莎拉公主（詹姆斯）
- 搞怪拍檔（豹）
- 鄰家女孩（男A、田子）
- 俏皮小百寶（平岡）
- 魔法之星愛美（1985年—1986年，小金井滋[45]）

1986年
- 宇宙船人馬座（日语：宇宙船サジタリウス）（蓋拉、德爾丹）
- 機動戰士鋼彈ZZ（都柏林市長）
- 銀牙 -流星 銀-（摩斯[46]）
- 鬼太郎 (第3作)（1986年—1988年，雷神、閻羅王、妖怪樹）
- 剛Q超兒一氣人（日语：剛Q超児イッキマン）（山姆遜[47]、緣川卓二 等）
- 青春動畫全集（日语：青春アニメ全集）（醫生）
- 七龍珠（1986年—1989年，龜／海龜、牛魔王[48]、耶魯上校、哥拉、豬鹿蝶、巨人、辛巴魯、德拉姆、耀春 等）
- 莫克和甜甜
- Bug甜心（日语：Bugってハニー）（1986年—1987年）
- 高爾夫頑童猿丸（蒙面男子）
- 波士可的冒險（日语：ボスコアドベンチャー）（巨人）
- 天威勇士 克羅諾斯的大逆襲（吉蘭多國王）
- 魔法偶像粉彩筆由美（日语：魔法のアイドルパステルユーミ）（漫畫家）
- 機器人阿丁 (1986年版)（日语：ロボタン）
- Wonder Beat Scramble（日语：ワンダービートS）（寶石大王）

1987年
- 動畫三劍客（日语：アニメ三銃士）
- 超能力魔美（幫派A、流氓A、社長）
- 假面忍者 赤影（1987年—1988年，岩鐵）
- 機甲戰記龍騎兵（戈爾）
- 格林名作劇場（1987年—1988年，兵隊、兵隊A、獵人、壯漢、惡魔）
- 城市獵人（1987年—1989年，組長、五郎兵衛、雷王、銀字、男A）3系列
- 新楓葉鎮物語 棕櫚鎮篇（科爾多內[49]）
- 聖鬥士星矢（亞路傑狄）
- 之後頓珍漢（日语：ついでにとんちんかん）（上成）
- 狗仔爺爺 (1987年版)（日语：のらくろクン）（武藏坊辨慶）
- 聖魔大戰（1987年—1989年，、大層魔、魔落鬼、魔砂鬼、憤怒狒狒、達維德布）
- 淑女小琳!!（日语：レディ!!#レディレディ!!）（會長）

1988年
- 奇天烈大百科（1988年—1991年，士兵1、壯漢、和尚、仲馬）
- 魁!! 男塾（江田島平八[50]）
- 新格林名作劇場（1988年—1989年，野牛魔人、怪物、御廚、巨人）
- 麵包超人（感冒病毒〈初代〉）
- 鬥將!! 拉麵男（壯漢、土偶人、安德烈、拉麵殺手、瑪格南）
- Topo Gigio（日语：トッポ・ジージョ）（梅加洛[51][52]、老闆）2系列
- 變形金剛：超神 Master Force（刀羅斯）
- 魔神英雄傳（傑洛里蒙、赫德羅那、比比提·獅獅·爹布[53]）
- 妙手小廚師（天星）
- 名門！第三野球部（日语：名門!第三野球部）（桑本聰的父親）
- 鎧傳（沙嵐坊）

1989年
- 惡魔君（1989年—1990年，閻羅王）
- 超能嬰兒（日语：ウルトラB）（墨鏡男子）
- 美味大挑戰（1989年—1991年，老闆、砂川）
- 機動警察（山崎廣美[54]）
- 森林大帝 (1989年版)（帕古拉）
- 獸神萊卡（道·阿米）
- 新仙魔大戰（超大石獸）
- 變形金剛V（豪龍／恐龍王[55]）
- 大耳鼠（1989年—1990年，鬼、警官）
- 勇者鬥惡龍（1989年—1991年，多東加）
- 七龍珠Z（1989年—1996年，海龜／龜、牛魔王、閻羅王、比家、庫爾德〈初代〉、撒旦先生 等）
- 彼得潘的冒險（比爾）
- 藤子·F·不二雄動畫特集 SF冒險 T.P.時光特警（多諾瓦）
- 魔動王Granzort（坦巴隆、納曼斯）
- 魔法使莎莉 (1989年版)（看門人、隊長）
- 黑色推銷員（1989年—1993年，上司、男、社長）

1990年
- NG騎士檸檬汽水&40（龜龜龜大王[56]）
- 超級劍豪傳（酒吞大河〈第2代〉）
- 西瓜皮先生（大里工作人員、教練、章魚山、柔道選手）
- 森林王子 少年毛克利（哈蒂）
- 超時空遊俠（盧恩、施瓦茨）
- 神通小精靈（壯漢）
- 魔神英雄傳2（內莫伊船長[57]）
- 夠了！阿太郎 (1990年版)（日语：もーれつア太郎）（債權人）
- 勇者艾克斯凱撒（1990年—1991年，角鬼[58]）

1991年
- 宇宙小超人 3000萬光年尋找母親（日语：ウルトラマンキッズ 母をたずねて3000万光年）（1991年—1992年，多金王）
- 百戰小奇兵（哈蒙、卡彭）
- 蓋特機器人號（朗多教授[59]）
- 絕對無敵雷神王（1991年—1992年，多庫諾伊茲、颱風、萊夫勒、蘇梅頓、老人）
- 太陽勇者火鳥（1991年—1992年，德萊亞斯[60]）
- 21衛門（壯漢）

1992年
- 超級聖魔大戰（超級惡魔（日语：スーパーデビル）[61]／惡魔宙斯）
- 超電動機械人 鐵人28號FX（釜、賈扎爾）
- 魔法公主 明琪桃子 擁抱夢想（日语：魔法のプリンセス ミンキーモモ#第2作）（隊長）

1993年
- 蠟筆小新（1993年—2009年，部長〈初代〉、咚咚、店員）
- 劍勇傳說YAIBA（武藏坊弁慶）
- GS美神（半漁人）
- 七龍珠Z 絕望的反抗!! 殘留的超級戰士·悟飯和特南克斯（日语：ドラゴンボールZ 絶望への反抗!!残された超戦士・悟飯とトランクス）（牛魔王）
- 南國少年奇小邪（熊、浣熊君、約怕騎士）
- 忍者亂太郎（1993年—1996年、男、友美的爸爸、紅天狗、山賊、債權人、兒玉山彥）
- 家有賤龍（歌吉歌吉[62]、半魚人）

1994年
- 小小男子漢（勇）
- 幸運超人（運動超人）
- 七海的堤可（金屬克洛）
- 勇者警察傑德卡（卡托·諾里亞斯）

1995年
- 動畫世界的童話（日语：世界名作童話シリーズ ワ〜ォ!メルヘン王国）（神燈精靈、頭、特雷維爾）
- 秀逗魔導士（1995年—2009年，紅眼魔王甲布拉尼克多、維克、夏布拉尼古德）3系列
- VR快打（大山姆、巴格西王、魔鬼鯊）

1996年
- 無家可歸的孩子蕾米（波利奈爾）
- 蒙面俠蘇洛傳（加西亞）
- 怪盜Saint Tail（黑田）
- 鬼太郎 (第4作)（1996年—1998年，輪入道、上成、邪魅、朱盆）
- 聖天空戰記（格辛）
- 七龍珠GT（1996年—1997年，撒旦、黑煙龍）
- 名偵探柯南（殿山十三）

1998年
- 吸血姬美夕（怪力男）
- 星際牛仔（珐蒂·瑞文）
- 中華一番！（拉麵所長）
- 怪博士與機器娃娃 (1997年版)（1998年—1999年，親文）
- 槍神Trigun（笛卡爾）
- 忍企鵝真丸（日语：忍ペンまん丸）（本太郎）

1999年
- 亞歷山大戰記（安提柯）
- 迷糊女戰士（澤塔）
- 麻辣教師GTO（白澤導演）
- 週刊故事樂園（日语：週刊ストーリーランド）（國王、旁白）
- 星方天使Angel Links（埃克西亞·德·利戈）
- 女惡魔人（金博爾）
- 炸彈人 彈珠人爆外傳V（長毛象卡梅倫）
- 危險調查員（得比斯）
- WILD ARMS ～Twilight Venom～（日语：ワイルドアームズ トワイライトヴェノム）（紀爾提）

2000年
- 銀裝騎攻Ordian（日语：銀装騎攻オーディアン）（阿奎特元帥）
- 向陽之樹（多紀誠齋）
- 爆裂戰士戰藍寶（潘多利亞）

2001年
- 銀河五虎將 FRACTIONS OF THE EARTH（日语：ガイスターズ FRACTIONS OF THE EARTH）（蘭伯特·菲德斯）
- 七虹香電擊作戰（放克）
- 最終幻想：無限（洪古斯[63]）
- PROJECT ARMS（加什利）
- 神奇寶貝（幹雄）
- ONE PIECE（2001年—2009年，東利〈初代〉[64]、洛克斯達〈初代〉[65]、吉貝爾〈初代〉[66]）

2002年
- 金肉人II世（2002年—2006年，羅賓假面[67][68]）2系列
- 攻殼機動隊 STAND ALONE COMPLEX（馬可·阿莫雷蒂）
- 真·女神轉生 惡魔之子 光之書&闇之書（祖里爾）
- 盜賊王JING（伏特加[69]）

2003年
- 犬夜叉（凶骨[70]）
- 空中大師（日语：エアマスター）（長戶）
- 妙妙魔法屋（沼澤巨人）
- 高橋留美子劇場 人魚之森（大眼）
- 驚爆危機？校園篇（鄉田優）

2004年
- 怪傑佐羅力（布魯魯）
- 混沌武士（涉井松之介）
- 鋼之鍊金術師（多米尼克）
- 火之鳥（伊吹丸）
- 怪醫黑傑克（村正老師）
- 妄想代理人（半田順次）
- 猴子拳漫畫活動大寫真（日语：モンキー・パンチ漫画活動大写真）[71]
- 遊☆戲☆王 怪獸之決鬥GX（前田熊藏）

2005年
- 夜行神龍（小安東·塞瓦里亞斯）
- 真相之眼（弗洛伊德·桑德斯）
- 認真地不認真的怪傑佐羅力（2005年—2006年，布魯魯）
- 烘焙王（奧提加）
- 雪之女王（山賊黨羽）

2006年
- 犬神！（大妖狐〈封印〉）
- 天使心（麥克斯）
- 櫻蘭高校男公關部（埴之塚光邦的父親）
- 機神咆吼DEMONBANE（日语：斬魔大聖デモンベイン）（卡里古拉[72]）
- 銀魂（井上組長）
- 獸爪（日语：ケモノヅメ）（凡 〈大葉丈治〉）
- 史上最強弟子兼一（白濱元次）
- 東京暴族2（日语：TOKYO TRIBE2）（2006年—2007年，布巴[73]）
- 真仙魔大戰（吉備糰子（日语：吉備団子）三助、桃太郎天子）
- MÄR 魔兵傳奇（鋼加）

2007年
- Keroro軍曹（艾迪·本田）
- 鬼太郎 (第5作)（2007年—2008年，閻羅大王）
- 結界師（扇一郎）
- 帝托拉傳奇（印卡巴[74]）
- 電腦線圈（阿大爸爸）
- 暗夜第六感（日语：NIGHT HEAD GENESIS）（鄉田）
- BLEACH（唐多恰卡·畢爾斯坦[75]）
- 藍龍（聲音、黑暗巨龍）
- Master of Epic The Animation Age[76]（潘得墨思·男、旁白 等）
- 完美小姐進化論（中原砂子的父親）

2008年
- 楚楚可憐超能少女組（馬古·熱人）
- 哆啦A夢 (水田山葵版)（格帕魯多）
- 洋葱和尚朝太郎（日语：ねぎぼうずのあさたろう）（灰色的豆藏）
- 墓場鬼太郎（鬼太郎的父親[77]）
- 火球（猴子[78]）

2009年
- KIDDY GiRL-AND（巴吉爾〈初代〉）
- 蒼天航路（徐榮）
- 七龍珠改（閻羅王〈初代〉、牛魔王[79]〈初代〉、波倫加〈初代〉）

2022年
- BLEACH 千年血戰篇（唐多恰卡·畢爾斯坦）[注 6]

### 電影動畫
1981年
- 劇場版 機動戰士鋼彈（德茲爾·薩比）
- 劇場版 青少棒揚威記（壘審）

1982年
- 戰國魔神豪將軍（亞塔·拉·凱那格）
- 哆啦A夢：大雄的大魔境（士兵）

1983年
- 劇場版 骷髏13（辛迪的下屬 等）
- Crusher Joe（日语：クラッシャージョウ）（洛基[81]）
- 紀錄片 太陽之牙達格拉姆（杜利普）
- 忍者哈特利：忍忍回鄉大作戰之卷（機械忍者5號）

1984年
- 金肉人：被奪走的冠軍腰帶（日语：キン肉マン 奪われたチャンピオンベルト）（羅賓假面（日语：ロビンマスク））
- 金肉人：大暴動！正義超人（日语：キン肉マン 大暴れ!正義超人）（羅賓假面）

1985年
- 金肉人：正義超人vs古代超人（日语：キン肉マン 正義超人vs古代超人）（羅賓假面）
- 金肉人：逆襲！宇宙隱形超人（日语：キン肉マン 逆襲!宇宙かくれ超人）（羅賓假面）
- 金肉人：愉快的身影！正義超人（日语：キン肉マン 晴れ姿!正義超人）（羅賓假面）
- 戰國魔神豪將軍：時之異邦人（亞塔·拉·凱那格）

1986年
- 亞利安（日语：アリオン (漫画)）（赫拉克勒斯[82]）
- 金肉人：紐約千鈞一髮！（日语：キン肉マン ニューヨーク危機一髪!）（羅賓假面）
- 金肉人：正義超人vs戰士超人（日语：キン肉マン 正義超人vs戦士超人）（羅賓假面）
- 喀喀喀的鬼太郎 強烈衝突!! 異次元妖怪的大叛亂（防衛長官）
- 劇場版 北斗神拳（日语：北斗の拳 (1986年の映画)）（威格爾[83]）
- 七龍珠：神龍傳說（海龜[84]）
- 劇場版 A子計畫（真理）

1987年
- 劇場版 金銀島
- 七龍珠：魔神城內的睡美人（加斯特爾[85]）

1988年
- 劇場版 魁!! 男塾（江田島平八）
- 聖鬥士星矢：眾神的激戰（紅鬍子士兵）
- 七龍珠：摩訶不可思議大冒險（海龜[86]）

1989年
- 金星戰記（日语：ヴイナス戦記）（遊戲實況）
- 機動警察 the Movie（山崎廣美[87]）
- 哆啦A夢：大雄的日本誕生（暗黑族B）
- 七龍珠Z：把我的悟飯還來!!（日语：ドラゴンボールZ (1989年の映画)）（海龜[88]、牛魔王[88]）

1990年
- 隨風而逝的記憶（小約翰）
- 七龍珠Z：世上最強之人（日语：ドラゴンボールZ この世で一番強いヤツ）（米索卡津[89]、海龜[89]）
- （彩虹）

1991年
- 哆啦A夢：大雄的天方夜譚（魔人）
- 七龍珠Z：超級賽亞人孫悟空（多多達波[90]）

1992年
- 風之大陸（日语：風の大陸）（盗賊副長）
- 機動戰士鋼彈0083：吉翁的殘光（巴斯克·歐姆（日语：バスク・オム））
- 三國志 第一部：英雄的黎明（夏侯惇、張角）
- 麵包超人：麵包超人與愉快的夥伴們（日语：それいけ!アンパンマン つみき城のひみつ#それいけ!アンパンマン アンパンマンとゆかいな仲間たち）（感冒病毒[91]）
- 多多依（日语：トトイ）（惠特）
- 勇者鬥惡龍 達伊的大冒險：突破吧!! 新生6大將軍（日语：ドラゴンクエスト ダイの大冒険 ぶちやぶれ!!新生6大将軍）（贊格雷）
- 跑吧！美樂斯
- 鐵拳對鋼拳（井岡）

1993年
- 機動警察2 the Movie（山崎廣美[92]）
- 蠟筆小新：動感超人VS高衩魔王（丁字褲男爵）
- 三國志 第二部：燃燒的長江！（夏侯惇）
- 獸兵衛忍風帖（冰室弦馬[93]）
- 怪博士與機器娃娃：嗯加！企鵝村的早晨（日语：Dr.スランプ アラレちゃん んちゃ!ペンギン村はハレのち晴れ）（警察署長）
- 七龍珠Z：銀河面臨危機!! 身手不凡的高手（撒旦先生[94]）
- 鐵拳對鋼拳 1993（近藤）

1994年
- 三國志 第三部：遙遠的大地（夏侯惇）
- J聯賽的享受100倍快樂的方法!!（日语：Jリーグを100倍楽しく見る方法!!）（濟科）
- 快打旋風II MOVIE（埃德蒙本田（日语：エドモンド本田））
- 哆啦A夢：大雄與夢幻三劍士（加波士）
- 七龍珠Z：擊敗超戰士!! 勝利是屬於我的（日语：ドラゴンボールZ 超戦士撃破!!勝つのはオレだ）（撒旦先生[95]）
- 哆啦美：青色稻草人（比克）

1995年
- 劇場版 秀逗魔導士（あらくれ1）
- 七龍珠Z：復活的融合!! 悟空和達爾（撒旦先生、閻羅王[96]）

1996年
- 超人力霸王公司（日语：ウルトラマンカンパニー）（戈德族頭領）
- 劇場版 咕嚕咕嚕魔法陣（巨龍[97]）
- 喀喀喀的鬼太郎 大海獸（落椰妖[98]）
- 秀逗魔導士 RETURN（戰士）
- 七龍珠：最強之道（海龜[99]）
- 哆啦美與哆啦A夢七小子：機器人學校七大不可思議（鐵人）

1997年
- 艾摩爾的冒險（日语：エルマーのぼうけん#アニメ映画）（公猩猩）
- 蠟筆小新：黑暗珠珠大追擊（玫瑰）
- 爆走兄弟Let's & Go!! WGP：失控迷你賽車大追蹤！（庫斯科）

1999年
- 蠟筆小新樂園！Made in 埼玉（部長）

2001年
- 櫻花大戰 活動寫真（日语：サクラ大戦 活動写真）（太田斧彥[100]）
- 暹邏貓 -初次任務-（日语：シャム猫 -ファーストミッション-）（海堂俊介[101]）
- ONE PIECE 發條島的冒險（鎮長）

2002年
- WXIII 機動警察（日语：WXIII 機動警察パトレイバー）（山崎廣美[102]）
- 劇場版 捉猴啦：黃金嗶波猴·巫奇戰鬥（巫奇雷德）
- 哆啦A夢：大雄與機器人王國（猩猩戰士[103]）
- ONE PIECE 珍獸島之喬巴王國（熱狗將軍）

2003年
- 蠟筆小新：風起雲湧 光榮燒肉之路（部長[104]）
- 黃金之法：愛爾康大靈的歷史觀（日语：黄金の法）（阿闍世王）
- Pa-Pa-Pa The★Movie 小超人帕門（帕潘德）
- ONE PIECE 死亡盡頭的冒險（波比、胴元）

2005年
- 機動戰士Z鋼彈 A New Translation I／III（2005年—2006年，巴斯克·歐姆（日语：バスク・オム））2作品
- 蠟筆小新：3分鐘百變大進擊（部長）

2007年
- 河童之夏（社長）
- 真救世主傳說 北斗神拳 拉歐傳 激鬥之章（日语：真救世主伝説 北斗の拳）（不動）

2008年
- 蠟筆小新：風起雲湧的金矛勇者（部長）
- 劇場版 鬼太郎 日本爆裂!!（閻羅王）

2009年
- 蠟筆小新：春日部野生王國（部長）
- 超劇場版 Keroro軍曹4：逆襲的龍勇士（皮耶魯）
- 宵星傳奇 ～The First Strike～（梅爾佐姆·凱達）
- 劇場版 吹奏吧！嘉卡 ～現在就為你吹奏～（日语：ピューと吹く!ジャガー）（龍）

2010年
- 超時空甩尾（哈梅西·弗力尼〈大猩猩騎士〉）

### OVA
年份不詳
- 金肉人 世紀大決戰 偶像超人VS惡魔超人（羅賓假面（日语：ロビンマスク））

1983年
- DALLOS（公安部長）

1984年
- 乳霜檸檬 PART3 SF超次元傳說拉魯（拉摩·魯）
- 魔法天使奶油麻美 永遠的Once More（導演）

1985年
- JUSTY（日语：ジャスティ (漫画)）（阿斯塔利斯·貝加）
- Babi Stock I 永無止境的標的（巴蘇）
- 魔法天使奶油麻美 Long Good-bye（導演）
- 魔法公主 明琪桃子 夢中輪舞（日语：魔法のプリンセス ミンキーモモ）（長老）
- 無限地帶23（上司）
- Love Position 排球傳說（日语：ラブ・ポジション ハレー伝説）（桑巴[105]）

1986年
- 宇宙最強的粉紅衝擊（日语：コスモス・ピンクショック）（艦長A）
- The 超女（越後屋棗兵衛）
- 湘南爆走族（1986年—1999年，原澤良美）12作品
- 魔法之星愛美 蟬時雨（小金井滋）

1987年
- （木島）
- 早安，艾爾媞亞（日语：Good Morningアルテア）（艦長）
- 真魔神傳 Battle Royal High School（日语：魔神伝）（兵道的手下）
- 破邪大星彈劾凰（日语：破邪大星ダンガイオー）（惡魔將軍達提拉）
- A子計劃2 大德寺財團的陰謀（真理）
- 魔女俱樂部4人組 來自亞空間的外星人X（日语：ぴえろ魔法少女シリーズ）（星井守、辛巴、小金井滋）

1988年
- 機動警察 Early Days（山崎廣美[106]）
- 銀河英雄傳說（奧夫雷沙上級大將）
- 哭泣殺神（柳大人、自貢、組員3）
- 特搜戰車隊DOMINION（日语：ドミニオン (漫画)）（沙赫博士）
- DRAGON'S HEAVEN（日语：ドラゴンズヘブン）（獵戶座）
- New Story of Aura Battler DUNBINE（狼人）
- A子計劃3 灰姑娘狂想曲（真理）

1989年
- 雨降小僧（日语：雨降り小僧）（總長）
- 伊蘇（日语：イース (OVA)）（諾頓）
- 強殖裝甲加爾巴（達塞爾布）
- Crusher Joe 冰結監獄的陷阱（日语：クラッシャージョウ）（畢格羅）
- 午夜之眼（張、龍）
- 手天童子（戰鬼）
- 敵人是海賊 ～貓咪們的饗宴～（日语：敵は海賊〜猫たちの饗宴〜）（佩特拉）
- 單身公寓（日语：独身アパートどくだみ荘）
- 野犬奇兵 DOG SOLDIER：SHADOWS OF THE PAST（日语：ドッグソルジャー）（不動正美）
- （運転手）
- 不良少年烈風隊（日语：ヤンキー烈風隊）（花岡虎造）

1990年
- 超人力霸王塗鴉 歡迎來到超人國度！（日语：ウルトラマングラフィティ おいでよ!ウルトラの国）（贊勃拉、史蓋頓、超人力霸王80、灼焰星人、巫）
- 機動警察（山崎廣美[107]）
- 幸福的形式（日语：しあわせのかたち）（狙擊手、球藻、WAKUWAKUTON）
- 變形金剛Z（招魂魔、鐵甲龍[55]）
- 信箱中的明天（日语：ポストの中の明日）（市川弘的叔叔）
- 綠山高校 甲子園篇（日语：緑山高校）（海豐）

1991年
- （清川）
- 奇兵大冒險 風之塔（羅格斯）
- 機動戰士鋼彈0083：星塵回憶（巴斯克·歐姆（日语：バスク・オム）、參謀、艦隊參謀）
- 叢林大戰（日语：ジャングルウォーズ）（頭目大猩猩[108]）
- 含羞草（中里美夏的父親）
- SOL BIANCA2（日语：SOL BIANCA）（戈麥斯）
- 暗黑之貓（日语：ダークキャット）（邪虎久坊）
- 忍者龍劍傳（傑弗瑞）

1992年
- 潮與虎（中村米次）
- Wolf Guy（日语：ウルフガイ）（西條惠）
- 猩猩人（日语：ゴリラーマン）（池戶定治、旁白）
- 世界之光 親鸞聖人（日语：世界の光 親鸞聖人）（弁圓／明法房）
- 金銀島紀念「呼喚夕凪的男人」（男A）

1993年
- 動漫藝術視頻集錦「傑克與豌豆」（大鬼）
- 猩猩人2（池戶定治、醫生、計程車司機）
- 難波金融傳 南街的帝王（日语：難波金融伝・ミナミの帝王#OVA（アニメ）版）（京三）
- 高校太保5（日语：ビー・バップ・ハイスクール）（漆原）

1994年
- GATCHAMAN（克林托斯將軍）

1995年
- 鬼切丸（日语：鬼切丸 (漫画)）（鬼）
- 貓眼女槍手（日语：ガンスミスキャッツ）（喬納森·華盛頓）

1996年
- KI·ME·RA（芬達）
- 鬥神傳（日语：闘神伝）（蓋亞）

1998年
- 銀河英雄傳說外傳 千億之星、千億之光（奧夫雷沙上級大將）
- 紺碧艦隊（東鄉兵八郎）
- 真蓋特機器人 世界最後之日（柯文）
- 鐵拳 -TEKKEN-（三島平八）

2004年
- 新蓋特機器人（廣目天）

2005年
- 快打旋風ALPHA世代（豪鬼）

2007年
- 真救世主傳說 北斗神拳 尤莉亞傳（日语：真救世主伝説 北斗の拳）（不動）

2008年
- 問答魔法學院 ～原創動畫系列（羅曼諾夫、旁白）
- 瀨戶的花嫁OVA（天王山）
- 七龍珠 唷！歸來的孫悟空與夥伴們!!（日语：ドラゴンボール オッス!帰ってきた孫悟空と仲間たち!!）（撒旦先生）
- 潛龍諜影2 BANDE DESSINEE（日语：メタルギアソリッド バンドデシネ）（史考特·道爾夫）
- 柳瀨嵩童話劇場 星星之子倫達（日语：やなせたかしメルヘン劇場）（多洛拉）

2009年
- 世界奇妙漫☆畫太郎（日语：世にも奇妙な漫☆画太郎）（源賴朝）

2010年
- Halo Legends「The Package」（星盟艦隊司令官）

### 網路動畫
- 變種危機（2001年，百目鬼）
- 怪醫黑傑克（2001年，戶隱老師、德川老師）

### 遊戲
2011年以降的所有作品都使用生前錄製的語音存檔演出。
1989年
- 伊蘇I·II（日语：イースI・II）（戈萬·托巴）
- 鏡之國傳奇（日语：鏡の国のレジェンド）
- RED ALERT（日语：レッド・アラート）（黑暗中尉）

1990年
- 夢幻戰士III（古拉梅司王）
- 迷宮的艾爾芬內（預言家）

1991年
- Dragon Slayer 英雄傳說（巴吉爾）[注 7]
- BURAI 八玉勇士傳說（日语：BURAI (ゲーム)）（岡薩·布洛特）
- 星球伍德斯托克 時尚的恐怖樂團（日语：惑星ウッドストック ファンキーホラーバンド）（巴姆）

1992年
- KIAIDAN00（日语：キアイダン00）（Dr.GIGAGA）
- Dragon Slayer 英雄傳說II（辛迪）[注 7]
- TRAVEL艾普爾（白熊王）
- BURAI II 闇皇帝的逆襲（岡薩·布洛特）
- 龍之崛起（日语：ライズ・オブ・ザ・ドラゴン）（蛇）[注 8]

1993年
- 伊蘇IV The Dawn of Ys（日语：イースIV The Dawn of Ys）（戈萬·托巴）
- 機動警察 ～格里鋒篇（山崎廣美）
- Dungeon Explorer II（日语：ダンジョンエクスプローラーII）（阿爾德二世）
- 七龍珠Z 超武鬥傳2（撒旦先生）

1994年
- EMERALD DRAGON（日语：エメラルドドラゴン）[注 7]（科斯羅）
- 吞食天地[注 7]
- 七龍珠Z 偉大孫悟空傳說（日语：ドラゴンボールZ 偉大なる孫悟空伝説）（撒旦）
- 七龍珠Z外傳 真賽亞人滅絕計畫 -地球篇-（牛魔王）
- 魔法氣泡CD（象大魔王）
- 冒險王塔普爾（海賊莫特）
- 露娜 永恆之藍（博甘）

1995年
- 愛·超兄貴（山姆遜）
- 輝水晶傳說Astal（日语：輝水晶伝説アスタル）（傑拉德）
- 空想科學世界（戈爾戈斯）[注 9]
- 水滸演武（日语：水滸演武）（1995年—1996年，魯智深、呼延灼、阮小二）[注 10]
- 快打旋風II MOVIE（埃德蒙本田（日语：エドモンド本田））[注 11]
- 雙截龍格鬥（阿波波、布魯諾夫）
- 超兄貴 ～究極無敵銀河最強男～（山姆遜）
- Der Langrisser（巴爾加斯將軍）
- 鬥神傳2（日语：闘神伝）（蓋亞）
- 鬥神傳S（日语：闘神伝）（蓋亞）
- 七龍珠Z Ultimate Battle 22（日语：ドラゴンボールZ Ultimate Battle 22）（撒旦先生）
- 七龍珠Z 真武鬥傳（日语：ドラゴンボールZ 真武闘伝）（撒旦先生）
- Blue Chicago Blues（J·B·哈洛德）

1996年
- WAR-ZARD（日语：ウォーザード）（雷歐[109]、金剛[109]、瓦爾道爾[109]）
- 熱血鬥球傳說（日语：くにおの熱血闘球伝説）（躲避球魔王）[注 12]
- Saturn炸彈人（日语：サターンボンバーマン）（武殊）
- 星際鬥劍（日语：スターグラディエイター）（伽莫夫[109]、戈爾、比爾斯坦[109]）
- 戰國之刃（御鏡巖照）[注 13]
- 鬥神傳2 PLUS（日语：闘神伝）（蓋亞）
- 鬥神傳3（日语：闘神伝）（蓋亞）
- 東方珍遊記（迪克）
- 七龍珠Z 偉大龍珠傳說（日语：ドラゴンボールZ 偉大なるドラゴンボール伝説）（撒旦先生）
- FEDA重製版 ～正義的象徵～（日语：フェーダ）（艾因·麥克杜格爾）
- 魔法氣泡CD通（日语：ぷよぷよ通）（象大魔王）
- MAGICOAL（日语：マジクール）
- 王國傳說2（塔塔拉）

1997年
- 戀愛物語（日语：エーベルージュ）（撒克遜·利斯林）
- 側影幻像（歌利亞）
- 超級機器人大戰F（亞塔·拉·凱那格、巴斯克·歐姆、精英兵）
- 星際火狐64（派柏將軍、安德羅斯、皮格瑪·登加 等）
- 秀逗魔導士 Royal（天蛾人、下級惡魔、夏布拉尼古德）
- 鐵拳3（三島平八）
- 天外魔境 第四默示錄（日语：天外魔境 第四の黙示録）（偉大的卡爾貝）
- 龍騎士4（托爾吉斯、長老雅各布）
- 熱砂之惑星（老闆）
- 闇黑之門 Daughter of Kingdom（日语：バウンダリーゲート Daughter of Kingdom）（葛雷斯通）
- 拼圖競技場鬥神傳（賽巴斯蒂安、蓋亞）
- FEDA 2（日语：フェーダ）（艾因·麥克杜格爾）
- 超時空要塞 數位任務 VF-X（日语：マクロス デジタルミッション VF-X）（敵司令官）
- 水木茂的妖怪武鬥傳（日语：水木しげるの妖怪武闘伝）（一目入道（日语：一つ目入道））
- 雷弩機兵蓋布拉夫（日语：雷弩機兵ガイブレイブ）（達赫上校）
- 夢幻模擬戰I&II（巴爾加斯）

1998年
- SD鋼彈 G世代（1998年—2016年，德茲爾·薩比〈第1作—OVER WORLD〉、巴斯克·歐姆（日语：バスク・オム））13作品[系列 1]
- 機動戰士鋼彈 基連的野望（日语：機動戦士ガンダム ギレンの野望）（德茲爾·薩比、巴斯克·歐姆）
- 櫻花大戰2 ～願君平安～（太田斧彥）
- 超級機器人大戰F 完結篇（德茲爾·薩比、亞塔·拉·凱那格、巴斯克·歐姆、精英兵）
- 劍魂（劍聖）
- 堕落天使（日语：堕落天使）（哈里·尼斯）
- 超鋼戰紀機界王（日语：超鋼戦紀キカイオー）（岡薩雷斯、巽教授、巽博士）
- 超魔神英雄傳 ANOTHER STEP（日语：超魔神英雄伝ワタル ANOTHER STEP）（卡爾·約翰遜）
- 生死格鬥++（巴斯·阿姆斯壯）
- 鬥神傳卡牌任務（蓋亞、沃夫）
- 金牌女警2（托德）
- 武士道之刃貳（日语：ブシドーブレード）（墨流）
- 波波羅（日语：ポポローグ）（犀牛怪）
- 純愛騎士（日语：みつめてナイト）（杜諾斯·沃爾夫加里奧）
- 露娜2 永恆之藍（博甘）

1999年
- 我的料理（日语：俺の料理）（客人）
- 大盜五右衛門 雙六之魂（日语：ゴエモン もののけ双六）
- 超級機器人大戰完全版（德茲爾·薩比、亞塔·拉·凱那格、巴斯克·歐姆）
- 鐵拳 Tag Tournament（日语：鉄拳タッグトーナメント）（三島平八）
- 生死格鬥2（巴斯·阿姆斯壯）
- 小精靈世界 20週年紀念版（日语：パックマンワールド 20thアニバーサリー）
- 爆炸彈人2（日语：爆ボンバーマン2）（紅蓮之炎貝爾菲爾、凍土支配者貝菲莫斯、憤怒大地摩洛、魔神〈混沌魔神〉塞爾圖斯）

2000年
- 機動戰士鋼彈 基連的野望 吉翁的系譜（日语：機動戦士ガンダム ギレンの野望#機動戦士ガンダム ギレンの野望 ジオンの系譜）（德茲爾·薩比、巴斯克·歐姆）
- 冒險奇譚II（日语：グランディアII）（馬雷格）
- 決戰 -KESSEN-（日语：決戦 (コーエー)）（島津義弘）
- 建築重機械瘋狂戰鬥 破壞金剛!!（日语：建設重機喧嘩バトル ぶちギレ金剛!!）（修羅部）
- 日昇英雄譚R（日语：サンライズ英雄譚）（戈爾、加南）
- 席德·梅爾：半人馬座阿爾法星（納瓦戴克·摩根執行長）
- 超級機器人大戰α（德茲爾·薩比、巴斯克·歐姆、蓋斯特親衛隊兵）
- 泰尼巴雷特（日语：タイニーバレット）（古迪亞）
- 熱鬥高爾夫（弗蘭基）
- 絕命保鑣（沃德·庫魯卡）
- 勇者聖戰2（日语：ブレイブサーガ2）（角鬼）
- 大盜五右衛門 冒險時代活劇（日语：冒険時代活劇ゴエモン）（地龍）
- 北斗神拳 世紀末救世主傳說（日语：北斗の拳 世紀末救世主伝説）（威格爾）

2001年
- 日昇英雄譚2（戈爾、加南）
- 闇影之心（艾伯特·西蒙）
- 超級機器人大戰α for Dreamcast（德茲爾·薩比、巴斯克·歐姆、蓋斯特親衛隊兵）
- 超級機器人大戰α外傳（巴斯克·歐姆）
- 鐵拳4（三島平八）
- 松本零士999 ～Story of Galaxy Express 999～（日语：松本零士999 〜Story of Galaxy Express 999〜）（安特雷斯）
- 潛龍諜影2 自由之子（道爾夫司令官）
- 雷蓋亞 決鬥傳奇（巴爾肯、雷諾夫、維克森）

2002年
- 超人力霸王格鬥進化2（日语：ウルトラマン Fighting Evolution#ウルトラマン Fighting Evolution 2）（旁白）
- GACHA ROKU（日语：ガチャろく）（大叔）
- 機動戰士鋼彈 基連的野望 吉翁獨立戰爭記（日语：機動戦士ガンダム ギレンの野望 ジオン独立戦争記）（德茲爾·薩比、巴斯克·歐姆）
- GALAXY ANGEL（西格德·西達馬亞）
- 金肉人II世 新世代超人VS傳說超人（日语：キン肉マン ジェネレーションズ#キン肉マンII世 新世代超人VS伝説超人）（羅賓假面（日语：ロビンマスク）、依耶太）
- 風之克羅諾亞沙灘排球 最強隊伍決定戰！（日语：クロノアビーチバレー 最強チーム決定戦!）（那卡圖姆）
- 忍風戰隊破裏劍者（丘諸）
- SIMPLE 2000系列 Vol.10 魁!! 男塾 THE怒馳暴流（江田島平八）
- 櫻花大戰4 ～戀愛吧少女～（太田斧彥）
- 捉猴啦2（日语：サルゲッチュ2）（紅巫奇）
- 三國志戰記（夏侯惇、旁白）
- 星際大戰：銀河戰場（日语：スター・ウォーズ ギャラクティック・バトルグラウンド）（納斯頭目）
- 星際大戰 JEDI STARFIGHTER（尼姆）
- 生死格鬥3（巴斯·阿姆斯壯）
- 小精靈世界2（日语：パックマンワールド2）
- From TV animation ONE PIECE 偉大航路之爭！2（日语：ONE PIECE グランドバトル! 2）（東利）
- 炸彈人世代（日语：ボンバーマンジェネレーション）（穆喬）
- RUNE（日语：RUNE (コンピュータゲーム)）（朱爾伯特國王）

2003年
- EXASKELETON（日语：エグザスケルトン）（米格爾·巴蒂斯塔）
- GACHA ROKU 2 ～這時候來環遊世界吧!!～（日语：ガチャろく）（大叔）
- 機動戰士鋼彈 宇宙相逢（日语：機動戦士ガンダム めぐりあい宇宙）（巴斯克·歐姆）
- 三國志IX（場景介紹部分、事件影片旁白）
- SUNRISE WORLD WAR From日昇英雄譚（巴斯克·歐姆）
- 超級機器人大戰Scramble Commander（日语：スーパーロボット大戦Scramble Commander）（巴斯克·歐姆）
- 劍魂II（三島平八）[注 14]
- 第2次超級機器人大戰α（亞塔·拉·凱那格）
- 天誅 參（那須、巖陀）
- 七龍珠Z（日语：ドラゴンボールZ (ゲーム)）（撒旦先生）
- 誓血龍騎士（瑪娜、神的聲音）
- 全民高爾夫4（布朗森）
- 愛★殺球！5 ～網球機器人大作亂～（日语：ラブ★スマッシュ!5 〜テニスロボの反乱〜）（裁判）
- ONE PIECE 偉大航路之爭！3（日语：ONE PIECE グランドバトル! 3）（洛克斯達）

2004年
- 皇牌空戰5（奧森·佩羅）
- 怪傑佐羅力 目標！惡戲王（布魯魯）
- CAPCOM FIGHTING Jam（日语：CAPCOM FIGHTING Jam）（雷歐[110]）
- 機神咆吼DEMONBANE（日语：斬魔大聖デモンベイン）（卡利古拉）
- 金肉人 世代（日语：キン肉マン ジェネレーションズ）（羅賓假面、阿修羅人（日语：アシュラマン）、黑洞（日语：ブラックホール (キン肉マン)）、巴拉克達）
- 問答魔法學院2（羅曼諾夫）
- 櫻坂消防隊（高原厚）
- 光明之淚（拉蕯拉斯）
- 捷克與達斯特2（日语：ジャック×ダクスター2）（拜倫、莫格）
- 闇影之心II（艾伯特・西蒙）
- 超級機器人大戰GC（日语：スーパーロボット大戦GC）（德茲爾·薩比、伊戈·莫科斯）
- 異域傳說 二部曲 善惡的彼岸（莫比迪克咖啡店老闆）
- 戰國無雙（武田信玄）2作品[系列 2]
- 重生傳奇（托瑪）
- 鐵拳5（三島平八）
- 生死格鬥 ULTIMATE（巴斯·阿姆斯壯）
- 天誅 紅（那須）
- 七龍珠Z2（日语：ドラゴンボールZ2）（撒旦先生）
- 魯邦三世 染血的哥倫布遺產（日语：ルパン三世 コロンブスの遺産は朱に染まる）（蓋博社長）
- 洛克人X 指令任務（號角、安申塔斯）
- ONE PIECE Land Land！（東利）

2005年
- 問答魔法學院3（羅曼諾夫）
- 激·戰國無雙（日语：激・戦国無双）（武田信玄）
- GENJI（日语：GENJI）（平清盛）
- 魁!! 男塾（日语：魁!!男塾 (PlayStation 2)）（江田島平八）
- 捉猴啦3（紅巫奇）
- 新光明與黑暗（日语：シャイニング・フォース ネオ）（凱歐斯）
- 新世紀勇者大戰（日语：新世紀勇者大戦）
- 星際火狐：突襲（日语：スターフォックス アサルト）（皮格瑪·登加）
- 第3次超級機器人大戰α 終焉之銀河（亞塔·拉·凱那格）
- 戰慄殺機（三島平八）
- 生死格鬥4（巴斯·阿姆斯壯）
- 天外魔境III NAMIDA（棒兵衛）
- 七龍珠Z3（日语：ドラゴンボールZ3）（撒旦先生）
- 七龍珠Z Sparking！（日语：ドラゴンボールZ Sparking!）（撒旦先生、牛魔王）
- 七龍珠Z 舞空烈戰（日语：ドラゴンボールZ 舞空烈戦）（撒旦先生）
- 誓血龍騎士2 封印之紅、背德之黑（神的聲音、片頭旁白）
- NAMCO x CAPCOM（三島平八、武藏坊弁慶）
- FRONT MISSION5 Scars of the War（日语：FRONT MISSION5 Scars of the War）（丹尼斯·吉福德）
- 亡國之神盾 2035 ～Warship Gunner～（日语：亡国のイージス2035 〜ウォーシップガンナー〜）（傑弗瑞·史丹福）
- 廢車浪漫大活劇（香檸檬）
- 實感賽車6（日语：リッジレーサー6）（三島平八）
- WILD ARMS the 4th Detonator（日语：ワイルドアームズ ザ フォースデトネイター）（巴爾蓋因·艾爾斯）
- ONE PIECE 海盜嘉年華（日语：ONE PIECE パイレーツカーニバル）（東利）

2006年
- 戰艦砲手2 鋼鐵的咆哮（日语：ウォーシップガンナー2 鋼鉄の咆哮）（筑波貴繁）
- 機動戰士鋼彈 吉翁的徽章（日语：機動戦士ガンダム スピリッツオブジオン）（德茲爾·薩比）
- 金肉人 肌肉大獎賽（日语：キン肉マン マッスルグランプリ#キン肉マン マッスルグランプリ）（羅賓假面、阿修羅人）
- 金肉人 肌肉大獎賽MAX（日语：キン肉マン マッスルグランプリ#キン肉マン マッスルグランプリ）（羅賓假面、黑洞、阿修羅人）
- 金肉人 肌肉世代（日语：キン肉マン ジェネレーションズ）（羅賓假面、阿修羅人、黑洞、巴拉克達）
- THE 男子們的機槍炮座（日语：THE 男たちの機銃砲座）（阿塞萊伊）
- JoJo的奇妙冒險 幻影血脈（日语：ジョジョの奇妙な冒険 ファントムブラッド (アクションゲーム)）（塔卡斯）
- 超級機器人大戰XO（日语：スーパーロボット大戦GC）（德茲爾·薩比、伊戈·莫科斯）
- 戰國無雙2（2006年—2007年，武田信玄、旁白）3作品[系列 3]
- 機神飛翔DEMONBANE（日语：機神飛翔デモンベイン）（卡利古拉）
- 地獄犬的輓歌 最終幻想VII（WRO隊長）
- 火線危機4（VSSE指揮官、傑克·瑪瑟斯中尉、法蘭克·馬瑟斯）
- 鐵拳 闇黑復甦（三島平八）
- 天外魔境ZIRIA ～遙遠的日本國～（巴爾代蒙）
- 天下人（日语：天下人 (ゲーム)）（島津義弘）
- 七龍珠Z 真武道會（日语：ドラゴンボールZ 真武道会）（閻魔大王）
- 七龍珠Z Sparking！NEO（日语：ドラゴンボールZ Sparking! NEO）（撒旦先生、牛魔王）
- 霸天開拓史2 創始之翼與諸神之子（日语：バテン・カイトスII 始まりの翼と神々の嗣子）（懷茲曼）
- 最終幻想XII（吉爾伽美什（日语：ギルガメッシュ (ファイナルファンタジー)））
- 潛龍諜影 掌上行動（坎寧安）
- 山佐數位世界SP 燃燒吧！功夫淑女（日语：燃えよ!功夫淑女）（根甘）
- WILD ARMS the Vth Vanguard（艾爾維斯）

2007年
- 皇牌空戰6（巡洋艦金盞花號艦長 肯尼斯·瓊斯）
- 餓狼傳 Breakblow Fist or Twist（日语：餓狼伝 Breakblow Fist or Twist）（力王山）
- 金肉人 肌肉大獎賽2（日语：キン肉マン マッスルグランプリ#キン肉マン マッスルグランプリ2）（羅賓假面、阿修羅人、黑洞）
- 問答魔法學院4（羅曼諾夫）
- 捉猴啦 猴子愛作戰（紅巫奇）
- 鐵拳6（三島平八）
- 七龍珠Z 真武道會2（日语：ドラゴンボールZ 真武道会2）（撒旦先生、閻羅王）
- 七龍珠Z Sparking！NEO（日语：ドラゴンボールZ Sparking! NEO）（撒旦先生、克魯德大王、牛魔王）
- 七龍珠Z 遙遠的悟空傳說（撒旦先生）
- 無雙OROCHI（2007年—2008年，武田信玄）2作品[系列 4]
- 潛龍諜影 掌上行動+（日语：メタルギアソリッド ポータブル・オプス+）（坎寧安）
- ONE PIECE 無限冒險（日语：ONE PIECE アンリミテッドアドベンチャー）（魔人）

2008年
- 加雷特編年史 ～紅輝的魔石～（古爾茨）
- 鋼彈無雙2（德茲爾·薩比）
- 機動戰士鋼彈 基連的野望 阿克西斯的威脅（日语：機動戦士ガンダム ギレンの野望 アクシズの脅威）（德茲爾·薩比、巴斯克·歐姆）
- 金肉人 肌肉大獎賽2 特盛（日语：キン肉マン マッスルグランプリ#キン肉マン マッスルグランプリ2）（羅賓假面、黑洞、阿修羅人）
- 問答魔法學院DS（羅曼諾夫）
- 問答魔法學院5（羅曼諾夫）
- 蠟筆小新：呼風喚雨的電影樂園大挑戰！（日语：クレヨンしんちゃん 嵐を呼ぶ シネマランド カチンコガチンコ大活劇!）
- 百變恰吉2（危險的鮑伯）
- 超級機器人大戰Z（巴斯克·歐姆）
- 重生傳奇（托瑪）[注 15]
- 七龍珠Z 無限世界（日语：ドラゴンボールZ インフィニットワールド）（撒旦先生、閻羅王）
- 忍者外傳2（風神沃夫）
- ONE PIECE 無限巡航 Episode:1 -波浪中的秘寶-（日语：ONE PIECE アンリミテッドクルーズ）（魔人）

2009年
- 機動戰士鋼彈 基連的野望 阿克西斯的威脅V（日语：機動戦士ガンダム ギレンの野望 アクシズの脅威）（德茲爾·薩比、巴斯克·歐姆）
- 問答魔法學院6（羅曼諾夫）
- 格鬥天王XII（雷電（日语：ライデン (餓狼伝説)））
- 戰國無雙3（2009年—2011年，武田信玄）2作品[系列 5]
- 大怪獸格鬥 ULTRA MONSTERS（日语：大怪獣バトル ULTRA MONSTERS）（帝國星人（日语：テンペラー星人））
- 七龍珠 天下第一大冒險（日语：ドラゴンボール 天下一大冒険）（德拉姆）
- 七龍珠 迅猛炸裂（日语：ドラゴンボール レイジングブラスト）（撒旦先生）
- 忍者外傳Σ2（日语：NINJA GAIDEN Σ2）（風神沃夫）
- 無雙OROCHI Z（武田信玄）

2010年
- 問答魔法學院7（羅曼諾夫）
- 問答魔法學院DS ～雙重時空石～（羅曼諾夫）
- 斬擊的女武神瑞吉蕾芙（日语：斬撃のREGINLEIV）（洛基）
- 七龍珠DS2 突擊！紅緞帶軍（日语：ドラゴンボールDS）（牛魔王）
- 七龍珠英雄（2010年—2019年，撒旦先生〈初代〉／悟旦[注 16]）6作品[系列 6]
- TRINITY Zill O'll Zero（日语：トリニティ ジルオール ゼロ）（達格薩）

2011年
- 機動戰士鋼彈 新基連的野望（日语：機動戦士ガンダム 新ギレンの野望）（巴斯克·歐姆）

2013年
- 戰國無雙2 with 猛將傳 & 帝王傳 HD版（武田信玄）
- 超級機器人大戰Operation Extend（德茲爾·薩比）
- 忍者外傳Σ2 PLUS（日语：NINJA GAIDEN Σ2）（風神沃夫）

2014年
- 超級英雄世代（帝斯雷姆）

2018年
- 問答魔法學院 失落奇幻元素（羅曼諾夫）

2021年
- 忍者外傳：大師合集（日语：NINJA GAIDEN Σ2）（風神沃夫）

2022年
- 超級機器人大戰DD（巴斯克·歐姆）

2025年
- BLEACH 魂魄覺醒（唐多恰卡·畢爾斯坦）

### 柏青哥、角子機
- CR天上的神燈王（日语：CR天上のランプマスター）（神燈精靈覺醒釋放）
- CR忍術決戰月影（猛鬼）
- CR柏青哥金肉人（日语：CRぱちんこキン肉マン）（羅賓假面（日语：ロビンマスク）、阿修羅人（日语：アシュラマン））
- CR FANATIC BATTLE（貝爾凱恩）
- CR北斗神拳（日语：CR北斗の拳）系列（威格爾獄長）
  - CR北斗神拳 傳承
  - CR北斗神拳 強敵
- CR義經物語（辨慶）
- 角子機金肉人（日语：パチスロキン肉マン）（羅賓假面、黑洞（日语：ブラックホール (キン肉マン)）、阿修羅人）

### 外語配音

#### 演員
布拉德·加雷特
- 鬼馬小精靈（英语：Casper (film)）（1995年，胖子）※日本電視台版。
- 大力士（英语：Hercules (1998 TV series)）（2003年，加格努斯）
- 草地英熊（英语：The Country Bears）（2003年，弗雷德[111]）

法蘭克·麥克雷
- 洛基2（1984年，肉品工廠廠長）※TBS版。
- 爾虞我詐（英语：Used Cars）（1984年，吉姆）
- 鬼使神差（1988年，哈瑞·諾貝爾[112]）※影碟版。

邁克爾·克拉克·鄧肯
- 貓狗大戰（2001年，山姆）
- 殺手不眨眼（英语：The Whole Nine Yards (film)）（2001年，弗蘭基·菲格斯[113]）
- 世界末日（2004年，大熊）※日本電視台版。
- 熊的傳說系列（2004年—2006年，濤哥）
  - 熊的傳說（2004年）
  - 熊的傳說2（2006年）
- 功夫熊猫（2008年，發財典獄長）
- 決戰猩球（不明，阿塔爾）※機內上映版。

文·雷姆斯
- 急診室的春天（1996年，沃爾特·羅賓斯）
- 星際寶貝系列（2003年—2007年，光頭先生）
  - 星際寶貝（2003年）
  - 星際寶貝：動畫系列（英语：Lilo & Stitch: The Series）（2004年）
  - 星際寶貝史迪奇（2004年）
  - 星際寶貝：終極任務（2007年）
- 鐵面罪人（英语：Sin (2003 film)）（艾迪·伯恩斯[114]）
- 獵殺代理人（2010年，先知[115]）

耶佛·哥圖
- 細菌浩劫（英语：Warning Sign (film)）（1988年，康納利少校）
- 午夜狂奔（1992年，阿朗佐·莫斯利[116]）※朝日電視台版。
- 異形（1992年，丹尼斯·帕克）※DVD、VHS版。
- 諜網女金剛（英语：Friday Foster (film)）（1995年，柯爾特·霍金斯）※東京電視台版。

#### 電影
1977年
- 辛巴達穿破猛虎眼（英语：Sinbad and the Eye of the Tiger）（馬魯夫〈薩拉米·科克〉）※影碟版。

1978年
- 二十九壯士（英语：Duel at Diablo）（歐布萊恩〈約翰·霍伊特（英语：John Hoyt）〉）※TBS版。
- 無人奔跑（英语：Nobody Runs Forever） ※朝日電視台版。
- 真善美（中尉）※富士電視台版。

1979年
- 大賊王與小煞星（英语：The Spikes Gang）（莫頓）
- 德州電鋸殺人狂（雷德）※東京電視台版。
- 緊急搜捕令（法蘭克·迪喬吉歐〈約翰·米托雀姆（英语：John Mitchum）〉）※富士電視台版。
- 殺手精英（傑瑞）

1980年
- 大俠客（英语：Big Jake）（斯威特）
- 奪命列車（英语：Breakheart Pass (film)）（列維·卡爾霍恩〈羅伯特·泰西爾（英语：Robert Tessier）〉、紅鬍子〈約翰·米托雀姆（英语：John Mitchum）〉）※TBS版。
- 雷公彈（英语：Juggernaut (1974 film)）（歐尼爾〈西里爾·庫薩克（英语：Cyril Cusack）〉、馬里森特）
- 麥克阿瑟傳 ※TBS版。
- 羅賓漢與瑪莉安（英语：Robin and Marian）（麥卡迪耶（英语：Mercadier））※朝日電視台版。
- 大峽谷（英语：The Missouri Breaks）（伍德拉夫）

1981年
- 尼羅河上的慘案（洛克福特〈山姆·沃納梅克（英语：Sam Wanamaker）〉）
- 大地震（路易斯市長〈約翰·蘭多夫（英语：John Randolph (actor)）〉）※TBS版。
- 愛情終結者（英语：The Exterminator）（警察署長〈桑托斯·摩拉利斯〉）※富士電視台版。

1982年
- 難補情天恨（英语：Agatha (film)）
- 安妮（英语：Annie (1982 film)）（弗拉克）
- 逃往雅典娜（英语：Escape to Athena）（囚犯〈威廉·荷頓〉）
- 斯通（英语：Stone (1974 film)）（蟾蜍〈修·基斯-拜倫〉）
- 鐵血軍營 ※TBS版。
- 象人（沃丁頓勳爵）
- 007：金槍人（弗雷澤）※TBS版。
- 槍神（英语：The Shootist）（麥克·斯威尼〈理查德·布恩（英语：Richard Boone）〉）※富士電視台版。
- 生人迴避2（布萊恩·赫爾〈阿爾·克萊弗（英语：Al Cliver）〉）※TBS版。

1983年
- 爵士春秋（拉里·戈爾迪〈大衛·馬古利斯（英语：David Margulies）〉、格里醫師）※朝日電視台版。
- 從海底出擊（阿里奧）※富士電視台版。
- 亞特蘭翠大逃亡
- 玉女情懷（英语：International Velvet (film)） ※朝日電視台版。
- 初吻（勞爾的父親）
- 刁手怪招（英语：Master with Cracked Fingers）（大叔[117]）※TBS版。
- 中途島戰役（英语：Midway (1976 film)）（友永丈市〈薩博·下野（英语：サブ・シモノ）〉）※朝日電視台版。
- 洛基（蜘蛛瑞科）※TBS版。
- 羅馬，不設防的城市 ※朝日電視台版。
- 全面追捕令
- 黃金列車大奇案（巴洛、波特4、軍官）
- 魔鬼捕頭（英语：The Gauntlet (film)）（巴士駕駛）
- 破鏡謀殺案（英语：The Mirror Crack'd）（少校〈艾瑞克·道德森（英语：Eric Dodson）〉）
- 007：海底城（桑鐸）※TBS舊錄製版。
- 會考風波（英语：The Under-Gifted）（多戈的父親）

1984年
- 加州玩偶（英语：...All the Marbles）（傑羅姆）
- 朝九晚五（拉塞爾·廷斯沃西〈斯特林·海登〉）
- 恃強凌弱（英语：Swashbuckler (film)）（普拉斯基〈艾弗瑞·施萊伯（英语：Avery Schreiber）〉）※朝日電視台版。
- Terror On The Marne（杜瓦爾）
- 金槍客再闖鬼門關（英语：The Return of Ringo）（耶利米）※東京電視台版。
- 沖天大火災（卡拉漢）※日本電視台版。

1985年
- 48小時（托奇的調酒師〈彼得·傑森（英语：Peter Jason）〉）※日本電視台舊錄製版。
- 巡弋飛彈（利珀〈帕特·羅奇（英语：Pat Roach）〉、安布羅斯）※富士電視台版。
- 大地驚雷（埃米特·昆西〈傑里米·斯拉特（英语：Jeremy Slate）〉、鮑伯）※朝日電視台版。

1986年
- 砲彈飛車2（阿諾〈李察·基路〉）
- 龍騰虎躍（地鬼[118]）※劇院公映版。
- 變形邪魔（英语：Invasion of the Body Snatchers (1978 film)）（史坦）
- 綠寶石（格羅根）※日本電視台版。
- 撥雲見日（賀拉斯·金）※TBS版。

1987年
- 航爆死亡角（英语：Airport '77）（拉爾夫·克勞福德、救助隊員）※朝日電視台版。
- 家族的肖像（英语：Conversation Piece (film)） ※日本電視台版。
- A計劃
- 第一滴血2（典獄長）※日本電視台版。
- 洛基3（雷唇〈霍克·霍肯〉）※TBS版。
- 驚悚12小時（英语：Self Defense (1983 film)）（羅西）
- 辛巴達穿破猛虎眼（英语：Sinbad and the Eye of the Tiger）（馬盧夫）※影碟版。

1988年
- 異形2（瑞可·佛洛斯〈瑞可·羅斯（英语：Ricco Ross）〉）※TBS版。
- 哈里和漢德森一家（英语：Harry and the Hendersons）（比拉斯）※影碟版。
- 警察學校5：邁阿密之旅（英语：Police Academy 5: Assignment Miami Beach）（摩西·海塔爾〈巴巴·史密斯（英语：Bubba Smith）〉）※影碟版。
- 狂暴阿嬤（英语：Rabid Grannies）（弗雷德）
- 七寶奇謀（洛特尼·“樹懶”·弗拉泰利〈約翰·馬塔斯扎克（英语：John Matuszak）〉[119]、警官〈李察·唐納〉）※TBS版。
- 時光大盜（食人魔溫斯頓〈彼得·沃恩〉）
- 龍年（安吉洛·里佐〈倫納德·特莫（英语：Leonard Termo）〉[120]）

1989年
- 倩女幽魂（大魔王）※影碟版。
- 回到未來（奧蒂斯·皮博迪〈威爾·哈爾〉、教師〈修·路易斯（英语：Huey Lewis）〉）※朝日電視台版。
- 毀天滅地（邦巴塔〈威爾特·張伯倫〉）※朝日電視台版。
- 飛輪喋血（英语：Duel (1971 film)） ※日本電視台版。
- 殺出銀河系（英语：Galaxy of Terror）（庫多〈席德·海格〉）
- 樸克誤我卅年（英语：Lookin' to Get Out）（哈利〈裘德·費利斯〉）
- 警察學校6：解救圍城（英语：Police Academy 6: City Under Siege）（摩西·海塔爾〈巴巴·史密斯〉）※影碟版。
- 復仇忍者（英语：Revenge of the Ninja）（喬〈約翰·拉莫塔（日语：ジョン・ラモッタ）〉）

1990年
- 終極警探（恐怖份子、詹姆斯）※朝日電視台版。
- 絕不留情（英语：No Mercy (film)）（霍爾檢察官〈布魯斯·麥吉爾〉）
- 亂世兒女（金鴻運〈洪金寶〉）
- 從太陽出擊（佛萊迪〈保羅·威廉斯（英语：Paul Williams (songwriter)）〉）※劇院公映版。
- 魔水晶 ※富士電視台版。
- 魔鬼阿諾（戴納摩）※朝日電視台版。

1991年
- 赤面煞星（英语：Catchfire）（沃克）※劇院公映版。
- 彩色響尾蛇（英语：Colors (film)）（火箭〈唐·錢德爾〉）
- 警網（依默·馬茲〈傑克·歐哈羅倫（英语：Jack O'Halloran）〉）
- 魔島仙蹤（馬歇爾〈奧塞·戴維斯〉）
- 八公里死亡線K2（英语：K2 (film)）（達拉斯·沃爾夫）
- 撞板神探（英语：Loose Cannons (1990 film)）（柯克·馮·梅茨〈羅伯特·普羅斯基（英语：Robert Prosky）〉）
- 面具（英语：Mask (1985 film)）（多澤、醫院院長）※日本電視台版。
- 超越顛峰（英语：Over the Top (film)）（鮑伯·“公牛”·赫利〈瑞克·朱姆沃爾特（英语：Rick Zumwalt）〉）※TBS版。
- 終極戰士2（終極戰士〈凱文·彼得·霍爾〉）※影碟版。
- 天才小搗蛋（英语：Problem Child (film)）（馬丁貝克〈邁克·里察斯〉）
- 俠盜王子羅賓漢（阿齊姆〈摩根·弗里曼〉[121]）※影碟版。
- 戴罪立功（英语：The Inglorious Bastards）（維羅尼克〈米歇爾·康斯坦丁（英语：Michel Constantin）〉[122]）※東京電視台版。
- 普西迪基地（英语：The Presidio (film)）（加菲爾德軍曹）※富士電視台版。
- 成功的秘密（唐納德·達芬波特〈弗雷德·金〉）※富士電視台版。

1992年
- 飆風騎手（英语：Bad Attitudes）（布魯斯·萊恩）
- 終極警探2（格蘭特少校〈約翰·阿莫斯（英语：John Amos）〉）※富士電視台版。
- 無名家族（傅志滔〈成奎安〉）
- 遠離家園（科爾姆·唐納利）
- 夢幻成真（奇克·甘迪爾〈亞特·拉福勒（英语：Art LaFleur）〉）※日本電視台版。
- 新半斤八兩（龍）
- 金剛 ※日本電視台版。
- 彩虹大道（英语：Rainbow Drive）（艾拉·羅森伯格〈克里斯·穆爾基（英语：Chris Mulkey）〉、盧迪）※東京電視台版。
- 獵殺紅蠍星（英语：Ricochet (1991 film)）（法里斯市市議員、RC）※VHS版。
- 南方之歌（布雷爾熊（英语：Br'er Fox and Br'er Bear））※BVHE版。
- 越獄鴛鴦（英语：Wedlock (film)）（翡翠）※VHS版。

1993年
- A.P.E.X.（英语：A.P.E.X.）（泰勒）
- 今夜你寂寞嗎（英语：Honeymoon in Vegas）（約翰尼·三文治）
- 鬼哭神號（班·圖希爾〈邁克爾·麥克馬納斯（英语：Michael McManus (American actor)）、傑夫·蕭）※TBS版。
- 美國往事（愛羅〈丹尼·愛羅〉）※VHS版。
- 忍者龜（史特恩署長〈雷蒙·薩拉（英语：Raymond Serra）〉）※富士電視台版。
- 烈火傷痕（日语：灼熱の女）（克萊·雷諾茲〈李察·馬索（英语：Richard Masur）〉）

1994年
- 鱷魚先生（唐克）※朝日電視台版。
- 魔鬼悍將（英语：Men of War (film)）（布雷茲〈湯姆·里斯特（英语：Tommy Lister Jr.）〉）

1995年
- 艾德·伍德（托爾·約翰遜（英语：Tor Johnson）〈喬治·斯蒂爾（英语：George Steele）〉）
- 致命武器3（英语：Lethal Weapon 3）（泰隆〈格雷戈里·米勒〉）※朝日電視台版。

1996年
- 海豚的故事（英语：Flipper (1996 film)）（巴克〈艾薩克·海耶斯〉）
- 關人矮事（博·卡特萊特〈德爾羅伊·林多〉）
- 火線大行動（馬特·懷爾德〈格雷戈里·艾倫·威廉士（英语：Gregory Alan Williams）〉）※朝日電視台版。
- 金剛戰士 The Movie（英语：Mighty Morphin Power Rangers: The Movie）（玄冥大帝（日语：ロード・ゼッド）〈羅伯特·阿克塞爾羅（英语：Robert Axelrod (actor)）〉）
- 魔宮帝國（戈洛（英语：Goro (Mortal Kombat)））※KSS版。
- 魔鬼生化人（英语：Project Shadowchaser）（羅慕盧斯〈弗蘭克·扎加里諾（英语：Frank Zagarino）〉）
- 摩登大聖（弗利茲〈瑞吉·E·凱西（英语：Reg E. Cathey）〉）※日本電視台版。

1997年
- 蝙蝠俠4：急凍人（班恩）※影碟版。
- 怪物奇兵（火爆山姆（英语：Yosemite Sam））

1998年
- 飛天法寶（韋森〈泰德·拉文〉）
- 魔鬼剋星2（維戈）※朝日電視台版。
- 終極悍將（巨人傑克）※朝日電視台版。

1999年
- 末路迷情（英语：Earthly Possessions）（扎克·埃默里〈傑·O·山德斯（英语：Jay O. Sanders）〉）
- 晶兵總動員（火箭筒布里克〈喬治·甘迺迪〉）※VHS版。
- 異形總動員（生物的聲音、船長）※影碟版。

2000年
- 聖女貞德（拉海爾）※影碟版。
- 愛國者（奧卡姆）※東京電視台版。

2001年
- MIB星際戰警（阿基倫王子〈卡雷爾·史崔肯〉）※日本電視台版。

2002年
- 綠色奇蹟（艾南·畢特巴〈葛拉罕·葛林〉）※富士電視台版。

2003年
- 玩命關頭2：飆風再起（畢爾金搜査官〈湯姆·巴瑞（英语：Thom Barry）〉）※影碟版。
- 乾柴烈火情（英语：Beautiful Joe (film)）（喬〈比利·康諾利〉）

2004年
- 生化戰士：電腦動畫電影（馬古他）
- 驚天動地60秒（史芬克〈維尼·瓊斯〉）※日本電視台版。
- 樂一通反斗特攻隊（火爆山姆）
- 凡赫辛（海德〈羅比·寇特蘭〉）※影碟版。

2005年
- 魔星傳奇（大魔頭〈卡雷爾·史崔肯（英语：Carel Struycken）〉）※DVD版。
- 神鬼傳奇2（魔蠍大帝〈巨石強森〉）※朝日電視台版。

2006年
- 蛇眼（英语：Snake Eyes (1998 film)）（林肯·泰勒〈史坦·蕭（英语：Stan Shaw）〉[123]）※影碟版。
- 達文西密碼（傑羅姆·科萊特）※影碟版。

2007年
- 怪醫杜立德2（英语：Dr. Dolittle 2）（約瑟夫·波特〈傑佛瑞·瓊斯〉）※朝日電視台版。
- 洛基：勇者無懼（蜘蛛瑞科）

2009年
- 變形金剛：復仇之戰（聲波〈弗蘭克·維爾克〉）

2010年
- 惡魔的墳墓（英语：The Devil's Tomb）（威斯利〈朗·帕爾曼〉[124]）
- 野獸冒險樂園（伊拉〈福里斯特·惠特克〉）

時期不明
- 少林寺十八銅人（英语：18 Bronzemen）（曼西隊長）
- 城市巨藤（理察·林奇〈理察·摩爾（英语：Richard Moll）〉）
- 生化戰士2：迷城篇（馬古他）
- 洛杉磯黑暗世界（英语：Dawn: Portrait of a Teenage Runaway）（唐納·安伯）
- 亡命賽車2000（哈羅德）
- 再闖魔域（英语：Frankenstein Unbound）（怪物）
- 難補情天恨（英语：Lady Sings the Blues (film)）（霍克〈羅伯特·戈迪（英语：Robert Gordy）〉）
- 魔法時刻（李）
- 機器戰警2（英语：RoboCop 2）（機器戰警）※機內上映版。
- 銀線號大血案（英语：Silver Streak (film)）（雷塞斯〈李察·基路〉）※LD版。
- 三超人與女霸王（英语：Super Stooges vs. the Wonder Women）（坎尼庫拉）
- 格里芬歷險記（英语：The Adventures of Bullwhip Griffin）（山牛〈邁克·馬祖基（英语：Mike Mazurki）〉）
- 鐵血軍營
- 天牢勇士（英语：The Jericho Mile）（盧比歐〈米格爾·皮涅羅（英语：Miguel Piñero）〉）
- 007：黎明生機（看守〈肯·沙洛克〉）※機內上映版1。

#### 電視影集
- 飛狼 (第3季)（電影導演）
- 飛龍特攻隊（麥可·“坦克”·艾利斯〈史文-歐爾·托爾森（英语：Sven-Ole Thorsen）〉、Over Mind）
- 霹靂嬌娃
- 聖女魔咒
- 加州公路巡警（英语：CHiPs）（吉恩·弗里茨〈列夫·桑達斯（英语：Lew Saunders）〉[125]）
- 神探可倫坡 (第8季)（驗屍官）
- 恐龍家族（史派克〈初代日語配音〉、沼澤怪物）
- 親情紐帶 (第3季)（車庫拍賣顧客〈艾倫·布魯門菲爾德（英语：Alan Blumenfeld）〉）
- 步步驚心（英语：Hammer House of Horror）（巴茲爾、盧西亞諾·羅西、彼得·梅爾卡多〈大衛·希利（英语：David Healy (actor)）〉）
- 如果有明天（英语：If Tomorrow Comes (miniseries)）（布拉尼根所長〈蓮恩·史密斯（英语：Lane Smith）〉、艾爾、米勒探長）※東京電視台版。
- 摩斯探長（英语：Inspector Morse (TV series)）
- 凱恩與阿貝爾（阿爾方斯）
- 霹靂遊俠（第1季：謝普／第2季：萬斯·伯克〈邁克爾·萊德〉／第3季：萊爾斯〈尼古拉斯·沃斯（英语：Nicholas Worth）〉、洛雷〈傑克·奧哈羅蘭（英语：Jack O'Halloran）〉／第4季：豪爾〈尼古拉斯·沃斯〉）
- 警網鐵金剛（英语：Kojak）
- 夏威夷神探 (第1季)（拳擊手）
- 邁阿密風雲（第1季：萊納斯·奧利弗／第2季：米格爾·雷維拉〈路易·古茲曼〉、達維洛、奧菲爾·里維拉、俱樂部員工、人妖／第3季：約翰·盧格〈朗·普爾曼〉、拉蒙）
- 紅矮星號（太空幫〈唐·亨德森（英语：Don Henderson）〉）
- 機器戰警（英语：RoboCop (live action TV series)）（帕德法斯·摩根）※影碟版。
- 福爾摩斯探案「歪嘴的人」（拉斯卡）
- 大榔頭（第1季：醫師〈艾倫·布魯門菲爾德〉、第2季：中西喬）
- 銀河前哨（卡爾文·哈德森少校）
- 星艦奇航記：重返地球（科拉爾艦長）
- 天龍特攻隊（第1季：手提鑽傑克遜〈肯·諾頓（英语：Ken Norton）〉、皮特·斯托克頓〈納博·威靈翰（英语：Noble Willingham）〉／第2季：德克·比林斯／第3季：牛仔比利·鮑勃／第4季：大衛·普勞特〈布瑞恩·詹姆斯〉、泰勒）
- 納尼亞傳奇（英语：The Chronicles of Narnia (TV serial)）（河狸的主人）
- 墜落的人 (第2季)（英语：The Fall Guy）（摩根）
- 飛天紅中俠（川浪磯六）
- 吉姆·亨森時間（英语：The Jim Henson Hour）（里昂）
- 打擊魔鬼 (第2季)（英语：The Man from U.N.C.L.E.）（J.B.〈喬治·拉贊貝〉）
- 外星界限 (第1季)（英语：The Outer Limits (1995 TV series)）（弗萊契警官）
- 雙峰（漢克·詹寧斯〈克里斯·穆爾基（英语：Chris Mulkey）〉）
- X檔案（利奧·布羅德監獄長〈J·T·華許（英语：J. T. Walsh）〉）※影碟版。
- 原野飆龍 (第1季)（英语：The Young Riders）（加布·考爾德〈M·C·蓋尼（英语：M. C. Gainey）〉）

#### 動畫
- 蟲蟲危機（迪姆）
- 矮精靈歷險記（英语：A Troll in Central Park）
- 阿拉丁（多米努斯·塔斯庫）
- 救難小福星（庫酷）※新日語配音版。
- 海底總動員（布魯斯）
- 戰鷹特攻隊（英语：G.I. Joe: The Movie）（路霸、迪斯特羅）
- 銀河高校（英语：Galaxy High）（牛肉棒）
- 高飛家族
- 希斯克利夫
- 小魚歷險記（英语：Help! I'm a Fish）（鯊魚）
- 大力士（獨眼巨人）
- 放牛吃草（水牛老么、摩斯）
- 鋼鐵人（浩克）
- 樂一通（火爆山姆（英语：Yosemite Sam）〈初代日語配音〉）
  - 傻大貓與崔弟的懸疑劇場（英语：The Sylvester & Tweety Mysteries）
  - 崔弟的高飛冒險（英语：Tweety's High-Flying Adventure）
- 未來小子（史密斯會長）
- 米老鼠與唐老鴨（布魯托、皮特（英语：Pete (Disney)）、旁白）
- 米奇家族的萬聖歷險（查立保（英语：Chernobog and Belobog））
- 唐老鴨新傳（英语：Quack Pack）（牛肉乾）
- 蜘蛛人（英语：Spider-Man (1967 TV series)）（警官）※東京電視台版。
- 外星一對寶（克萊布·澤羅克）※VHS版。
- 航空小英雄（巴魯）
- 忍者龜（鱷魚人）
- 變身國王上學記（監視器）
- 鐵巨人（鐵巨人[126]）
- 森林王子（巴魯[127]）※BVHE版。
- 森林王子2（巴魯[128]）
- 泰山傳奇（英语：The Legend of Tarzan (TV series)）
- 小美人魚（船員）
- 小美人魚（沙加皇帝）
- 辛普森家庭（羅伊·斯奈德法官〈代演〉、艾南·畢特巴〈葛拉罕·葛林〉）
- 彭彭丁滿歷險記（大灰熊）
- 小小湯姆與傑利（原始人、大起司）
- 湯姆貓與傑利鼠：火星之旅（英语：Tom and Jerry: Blast Off to Mars）（布里斯托指揮官）
- 星銀島（艾羅）
- X戰警 (東京電視台版)（主教（英语：Bishop (comics)））

#### 海外人偶劇
- 布偶奇遇記（英语：Fraggle Rock）
- 湯瑪士小火車（迪索、理髮店老闆、惡性剎車的列車、傑姆·科爾〈第2代〉、巴爾奇）※富士電視台版。

### 特攝影集
1985年
- （斯波里拉的聲音）

1992年
- 機戰兵團GUNHED（日语：ガンヘッド）（旁白、槍頭聲音〈蘭迪·雷斯〉[129]）※TBS版。

1996年
- 激走戰隊車連者（埃勒昆塔的聲音）
- 超光戰士山齊里奧（炮陣輝的聲音）

1997年
- 鐵甲小寶（蜻蜓隊長的聲音）
- 鐵甲小寶 聖誕夜大決戰!!（蜻蜓隊長）

1999年
- 超人力霸王蓋亞：超時空之大決戰（巨大異形獸サ撒旦比佐摩的聲音）
- 救急戰隊GOGOV（旁白）
- 布斯卡！布斯卡!!（池子的聲音）

2001年
- 超人力霸王高斯：第一次接觸（宇宙忍者新巴爾坦星人（日语：バルタン星人）的聲音）
- Terebikko（日语：てれびっこ）超人力霸王英雄系列／超人力霸王（宇宙忍者巴爾坦星人的聲音、宇宙恐龍傑頓（日语：ゼットン）的聲音）

2002年
- 超人力霸王高斯2：藍色星球（異形生命體聖德羅斯的聲音）
- 超人七號誕生35週年“EVOLUTION”5部作（反重力宇宙人戈德拉星人（日语：ゴドラ星人）的聲音、第5話其中一名醫生的聲音）
- 百獸戰隊牙吠連者（羶氣的聲音）
- 忍風戰隊破裏劍者（丘諸的聲音）

2003年
- 忍風戰隊破裏劍者VS牙吠連者（丘諸的聲音）

2006年
- 超人力霸王梅比斯&超人兄弟世紀之戰（極惡宇宙人帝國星人（日语：テンペラー星人）的聲音）
- 轟轟戰隊冒險者（邪惡龍利多姆的聲音）
- 生物彗星WoO（日耳曼的聲音）

2007年
- 超人力霸王梅比斯（暗黑四天王謀將 策謀宇宙人帝斯雷姆的聲音）

2008年
- 超級銀河大怪獸格鬥 NEVER ENDING ODYSSEY（日语：ウルトラギャラクシー大怪獣バトル NEVER ENDING ODYSSEY）（極惡宇宙人帝國星人〈RB〉的聲音）

2009年
- 超人力霸王梅比斯外傳 亡靈復活（日语：ウルトラマンメビウス外伝 ゴーストリバース）（暗黑四天王謀將 策謀宇宙人帝斯雷姆〈G〉的聲音）
- 炎神戰隊轟音者（合體蠻機的聲音）
- 侍戰隊真劍者（旋風大鎌刀的聲音）
- 多米英雄烈火拯救隊（火焰魔王的聲音〈初代〉）

### 人偶劇
- 兒童人偶劇場（日语：こどもにんぎょう劇場）
  - 「自私的壯漢」（壯漢）
  - 「長襪子皮皮」

### 廣播劇
- EMERALD DRAGON（日语：エメラルドドラゴン）（科斯羅）
- （六反田西格瑪）
- 9S（亞門）
- 自往昔就存在的地方（日语：昔むかしのあるところ）（「從地獄回來的男人」的閻羅王）
- （理事長）

### 數位漫畫
- 魯邦三世 D2 MANGA（1997年，次元大介（日语：次元大介））

### CD
- 亞克傳承II 炎之艾魯克（黑衣男子）
- INFERIUS惑星戰史外傳 CONDITION GREEN（日语：インフェリウス惑星戦史外伝 CONDITION GREEN）（格爾哈德）
- 武器種族傳說 廣播劇CD第1卷（頭目〈金巴魯特〉）
- 有聲RPG 超龍戰記超龍騎士（日语：超龍戦記ザウロスナイト）（暴風雪守護者、吉爾丹特）
- （六反田西格瑪）
- 金肉人 超人大全集（CD）[注 17]
  - （羅賓假面主題曲）（羅賓假面（日语：ロビンマスク））
  - （阿修羅人主題曲）（阿修羅人（日语：アシュラマン））
  - （黑洞主題曲）（黑洞）
- 魁!! 天兵高校 特別篇（旁白）
- CD劇場 勇者鬥惡龍（日语：CDシアター ドラゴンクエスト）系列（惡魔騎士、沙曼歐沙王、昆因）
- CD廣播劇精選集 三國志（日语：CDドラマコレクションズ 三國志）（董卓仲頴）
- 集英社卡式錄音帶漫畫系列 魁!! 男塾 天挑五輪大武會（內斯康斯）[注 18]
- 快打旋風II 復仇的戰士（拜森）
- 薩爾達傳說有聲廣播劇「二人的序章」（阿爾豐）
- 戰國無雙 百花響演（旁白[130]）
- DARK EDGE（日语：DARK EDGE） 開始的鐘聲（校長）
- 兵蜂PARADISE（博爾切夫團長）
- 幻想傳奇 ANTHOLOGY.1（杜克）
- 吸血鬼獵人D系列
  - 吸血鬼獵人 迎風而立D（聲音）
  - 吸血鬼獵人 D-妖殺行（馬西拉）
- V Jump網 史上最大歌合戰（收銀員大德）
- 魔神英雄傳3（日语：魔神英雄伝ワタル (ラジオ)#魔神英雄伝ワタル3） 我的虎王 第一章 約定的輪紅（六道魔人）
- 鐵拳對鋼拳 CD書（近藤真彥）

### 旁白
- Wanted!!（日语：ウォンテッド!!）（富士電視台）
- 奔跑吧!! 幸福建設（日语：走れ!!しあわせ建設）（富士電視台）
- （富士電視台）
- 小知識之泉 ～精彩的無用知識～「拉姆斯登現象（日语：ラムスデン現象）是牛乳受熱時表面形成一層薄膜。」（富士電視台）
- 生日快樂！（日语：ハッピーバースデー!）（1999年，富士電視台）
- 屍體防腐員歐羅柯（2000年，釣崎清隆（日语：釣崎清隆）導演，紀錄片）
- NHK高校講座（日语：NHK高校講座） 化學（2004年—2008年，NHK教育）
- NNN今日事件（日本電視台）
- NNN新聞PLUS 1（日语：NNNニュースプラス1）（日本電視台）
- FNN超級新聞（日语：FNNスーパーニュース）（富士電視台）—特集單元[注 19]
- 早安！美好的一天（日语：おはよう!ナイスデイ）（富士電視台）
- 資訊Presenter 獨家新聞！（富士電視台）
- （朝日放送）—部分[注 20]
- 阿Q猜謎王（日语：クイズプレゼンバラエティー Qさま!!）（朝日電視台）—單元[注 19]
- 激錄！全國警察24小時（朝日電視台）
- CocorikoA級傳說（朝日電視台）
- The Sunday（日语：THE・サンデー）（日本電視台）
- （2009年8月29日，朝日電視台）
- （朝日電視台）
- 超次元計時炸彈（日语：超次元タイムボンバー）（朝日電視台）
- 事件最前線 24小時直擊（朝日電視台）
- 超級之夜（日语：スーパーナイト）（富士電視台）
- 超級早安（日语：スーパーモーニング）（朝日電視台）
- 超級J頻道（朝日電視台）
- 一切都發生在現場！全國美女主播永遠拍不到的超A級獨家視頻獎（TBS）
- SMART MONSTERS（日语：スマートモンスターズ）（朝日電視台）
- （富士電視台）
- 所羅門流（日语：ソロモン流）（東京電視台，僅片頭）
- DOWN TOWN之不能給小孩的工作!!（日语：ダウンタウンのガキの使いやあらへんで!）（日本電視台）
  - 絕對不能笑新聞社24小時（日语：絶対に笑ってはいけない新聞社24時）（日本電視台）—大帝國劇場25週年紀念舞台、舞台版《星際大戰》帝國大反攻旁白
- 德光和夫的感動再會（日语：徳光和夫の感動再会"逢いたい"）（TBS）
- 德光和夫的情報Spirits（日语：徳光和夫の情報スピリッツ）（東京電視台）
- 開運鑑定團（東京電視台）—代替銀河萬丈
- 龍珠時間（日语：ドラゴン&ボールアワー）（TBS）
- （日本電視台）[注 21]
- （TBS）
- 北野武的TV擒抱（朝日電視台）
- （朝日電視台）
- 姬TV（日语：姫TV）（朝日電視台）—並擔任記者露面
- 報道特集（日语：JNN報道特集）（TBS）
- 女神的天秤（日语：女神の天秤）（TBS）
- 很快！你的名字SHOW（日语：アナタの名字SHOW）（2009年9月17日，讀賣電視台）—也擔任重現VTR旁白
- MEKKE MON！（日语：めっけMON!）（TBS）
- 林肯（日语：リンカーン (テレビ番組)）（TBS）—嘗試運氣的溫泉之旅
- 未來教授澤村Z（日语：未来教授サワムラZ）（富士電視台）
- 北野武的超自然現象（秘密）X檔案（日语：ビートたけしの禁断の大暴露!!超常現象(秘)Xファイル）（朝日電視台）
- BS漫畫夜話（日语：BSマンガ夜話）（NHK、BS2）

### 電視劇
- 童年軼事（1992年，NHK）—油須磨的聲音
- 金田一少年之事件簿「蠟人形城殺人事件」（1995年，日本電視台）—Mr.烈德拉姆的聲音
- 小市民狂想曲（日语：小市民ケーン）（1999年，富士電視台）—新節目預告旁白

### 電影
- 母親（2008年，松竹）

### 綜藝節目
- AIUEO（日语：あいうえお (テレビ番組)）（NHK教育）—天狗丼、上尾君
- 快感MAP（日语：快感MAP）（朝日電視台）
- 上班族NEO（日语：サラリーマンNEO）（NHK）
- 數學2（日语：マテマティカ2）（NHK教育）—伊西人之一、石井

### 紀錄片
- 世紀影像（馬丁·路德·金恩、德意志皇帝、美國國務院、工人、新聞週刊的意見、陳情書的意見）

### 教育節目
- 日立 發現世界不可思議的地方！（日语：日立 世界・ふしぎ発見!）（外國人採訪聲音）
- 兒童新聞週刊（聲音演出）
- 美的巨人們（旁白）
- 日經特集 蓋亞的黎明（旁白）

### 廣告旁白
- 大都會人壽保險
- AUTOBACS（日语：オートバックスセブン）（2000年）
- 機動戰士Z鋼彈 Memorial Box（巴斯克·歐姆（日语：バスク・オム））
- Electronic Arts「榮譽勳章：昇陽」
- 德間書店「魔鬼剋星」
- 萬代
  - 超獸戰隊生命人「DX超合金（日语：超合金 (玩具)） 超獸合體生命機器人」
  - 超人力霸王格鬥進化2（日语：ウルトラマン Fighting Evolution 2）
  - PD超人力霸王太空侵略者
  - 鐵甲小寶「超級變化系列」、「蜻蜓隊長套裝禮物」
  - Mobile Town（爺爺的聲音、慎太郎的聲音）
- 不二家 
- 長崎屋 
- 久光製藥 布泰納鎖（2008年、2009年）
- 本田技研工業 奧德賽 「網路釣魚」篇（1998年12月）
- 日本麥當勞
  - 奶油可樂餅漢堡（日语：グラコロ）（1998年）
  - 快樂兒童餐「Hello Kitty」（2001年）
- SAMSUNG（日语：日本サムスン）（2003年）
- 莊臣（日语：ジョンソン (企業)）「卡比零君」
- Central Finance（日语：セントラルファイナンス）
- 達美樂披薩「達美樂劇場」
- 豐田汽車「ARISTO」（第2代）
- 豐田汽車「bB」
- 任天堂「銀河戰士Prime 彈珠台（日语：メトロイドプライムピンボール）」
- Hagoromo Foods（日语：はごろもフーズ）「波波羅」
- HUDSON「超級終結戰士（日语：ソルジャーブレイド）」
- 萬代南夢宮遊戲「鐵拳6」
- HUMAN「便利商店2（日语：ザ・コンビニ#コンシューマーゲーム）」（2001年）
- 惡靈空間（英语：Boogeyman (film)）
- 週四洋片劇場（日语：木曜洋画劇場）（不定期旁白）
- Toon Disney（現迪士尼XD）（JETIX旁白）
- Domesto（ばい菌の親玉）
- 家樂氏
- 彌賽亞（日语：日本コンピュータシステム）「L-DIS（日语：エルディス）」
- YANOMAN（日语：やのまん）「FEDA重製版！正義的象徵（日语：フェーダ）」
- 樂敦製藥 樂敦兒童軟件（《七龍珠Z》商業合作期間）（牛魔王）
- 放送節目中心（日语：放送番組センター）廣告
  - 篇（電視的聲音）
  - 篇（的聲音）
  - 篇（父親的聲音）
  - 篇（老人的聲音）
- NEXCO （的聲音，2006年—2010年）

### 其它
- 有聲劇場 淺見光彥殺人事件（天河傳說殺人事件同時上映朗讀劇）
- GACKT VISUALIVE ARENA TOUR 2009 「REQUIEM ET REMINISCENCE II」
- 棍棒船長（蜻蜓隊長）
- 發聲吊飾扭蛋（日语：サウンドロップ） 金肉人（羅賓假面（日语：ロビンマスク）、阿修羅人（日语：アシュラマン））
- 魁!! 天兵高校 THE★MOVIE（旁白）[注 22]
- 櫻花大戰歌謠秀「新·青鳥」（太田斧彥）
- 櫻花大戰歌謠秀 最終公演「新·因愛之故」（太田斧彥）
- 宇宙猿人哥利影像特典（試播片旁白，1994年全新錄製）
- 魔法氣泡 no～ten SPECIAL（象魔王）
- 星新一Short Short（日语：星新一ショートショート）（聲音演出）
- 兔子羅傑卡通轉轉車（日语：ロジャーラビットのカートゥーンスピン）（大猩猩邦戈）
- Romantopia藤原京'95 卡普空展示活動 快打旋風II ～甦醒的藤原京～（埃德蒙本田（日语：エドモンド本田））
- 劇場我樂多「木場的仙太郎」（舞台，原作、演出：緒方賢一，1985年6月）
- （少女的父親）

## 腳註

## 相關項目
- 小崇—曾模仿鄉里飾演的角色。並與鄉里一起在《快感MAP（日语：快感MAP）》中表演鄉里曾經演過的角色。

## 外部連結
- 鄉里大輔｜青二Production （日語）